# Trèo cây bụng hung
Trèo cây bụng hung (danh pháp khoa học: Sitta nagaensis) là một loài chim trong họ Trèo cây (Sittidae). Đây là một loài trèo cây cỡ trung bình, có chiều dài 12,5–14 cm (4,9–5,5 in). Phần trên có màu xanh xám đặc, với sọc đen rõ rệt. Phần dưới có màu xám nhạt từ cổ họng đến bụng, với màu đỏ gạch ở hai bên sườn. Phần dưới đuôi có màu trắng và xù xì. Loài này phát ra các loại tiếng kêu khác nhau, đôi khi có thể nghe giống như tiếng báo động của các loài thuộc chi Troglodytes và tiếng hót là tiếng răng rắc đơn điệu, khuôn mẫu, điển hình là tiếng chichichichi. Hành vi của loài ít được biết đến, nhưng có lẽ chúng ăn động vật chân khớp nhỏ, hạt và sinh sản từ tháng 3 đến tháng 5. Tổ thường nằm trong một cái lỗ trên thân cây và ổ đẻ có từ hai đến năm quả trứng.
Trèo cây bụng hung được tìm thấy ở phía đông bắc Ấn Độ, một số vùng của Tây Tạng và miền trung nam Trung Quốc, kéo dài xuống phía đông Myanmar và tây bắc Thái Lan. Các quần thể biệt lập cũng sống ở Nam Lào và Việt Nam. Loài này chủ yếu sống trong rừng thường xanh hoặc rừng thông, nhưng cũng có thể sống trong rừng hỗn hợp hoặc rừng rụng lá. Môi trường sống tự nhiên của chúng là rừng ẩm đất thấp nhiệt đới hoặc cận nhiệt đới và rừng núi nhiệt đới ẩm hoặc cận nhiệt đới. Phân bố theo độ cao của loài thay đổi tùy theo địa phương, nhưng dao động từ 915–4.570 m (3.002–14.993 ft). Loài này được nhà tự nhiên học người Anh Henry Haversham Godwin-Austen mô tả vào năm 1874 và đặt tên khoa học là Sitta nagaensis. Tên khoa học của loài bắt nguồn từ dãy đồi Naga, nơi mẫu vật điển hình được thu thập. Trèo cây bụng hung thuộc nhóm europaea, bao gồm trèo cây Kashmir (S. cashmirensis) và trèo cây Á Âu (S. europaea) — điểm chung là tất cả đều xây dựng lối vào tổ của chúng. Quần thể của loài không được ước tính, nhưng dường như đang giảm. Tuy nhiên, phạm vi của chim là tương đối rộng, và Liên minh Bảo tồn Thiên nhiên Quốc tế phân loại trèo cây lưng hung là loài ít quan tâm.

## Phân loại
Trèo cây bụng hung được nhà tự nhiên học người Anh Henry Haversham Godwin-Austen mô tả và đặt danh pháp là Sitta nagaensis vào năm 1874. Tên loài là sự kết hợp giữa naga và hậu tố Latinh -ensis (nghĩa là "sinh sống ở"), ám chỉ khu vực mà mẫu vật của loài được thu thập là ở dãy đồi Naga. Trèo cây bụng hung được đặt trong phân chi Sitta (Linnaeus, 1758), một phân chi hiếm khi sử dụng.
Năm 2014, Eric Pasquet và các đồng nghiệp đã công bố nghiên cứu phát sinh loài dựa trên việc kiểm tra DNA nhân và ty thể của 21 loài trèo cây. Nhóm europaea có liên quan đến hai loài trèo cây sống ở vùng đá, gồm trèo cây núi đá miền Tây (S. neumayer) và trèo cây núi đá miền Đông (S. tephronota). Trong nhóm europaea, trèo cây Himalaya (S. himalayensis) và có thể là trèo cây mày trắng (S. victoriae) có hình thái gần giống với trèo cây bụng hung. Mặc dù không được đưa vào nghiên cứu, nhưng có vẻ đây là loài cơ sở. Ngoài ra, trèo cây bụng hung có quan hệ chặt chẽ với trèo cây Á Âu (S. europaea) và trèo cây Kashmir (S. cashmirensis).
|  | Trèo cây núi đá miền Đông (S. tephronota) |
|  |                                           |
|  | Trèo cây núi đá miền Tây (S. neumayer)    |
|  |                                           |

|  | Trèo cây Himalaya (S. himalayensis) |
|  | |
|  | \| \| Trèo cây Kashmir (S. cashmirensis) \| \| \| \| \| \| Trèo cây bụng hung (S. nagaensis) \| \| \| \| \| \| Trèo cây Á Âu (S. europaea) \| \| \| \| |
|  | |
|  | Trèo cây Kashmir (S. cashmirensis) |
|  | |
|  | Trèo cây bụng hung (S. nagaensis) |
|  | |
|  | Trèo cây Á Âu (S. europaea) |
|  | |

|  | Trèo cây Kashmir (S. cashmirensis) |
|  |                                    |
|  | Trèo cây bụng hung (S. nagaensis)  |
|  |                                    |
|  | Trèo cây Á Âu (S. europaea)        |
|  |                                    |

|  | Trèo cây núi đá miền Đông (S. tephronota) |
|  |                                           |
|  | Trèo cây núi đá miền Tây (S. neumayer)    |
|  |                                           |

|  | Trèo cây Himalaya (S. himalayensis) |
|  | |
|  | \| \| Trèo cây Kashmir (S. cashmirensis) \| \| \| \| \| \| Trèo cây bụng hung (S. nagaensis) \| \| \| \| \| \| Trèo cây Á Âu (S. europaea) \| \| \| \| |
|  | |
|  | Trèo cây Kashmir (S. cashmirensis) |
|  | |
|  | Trèo cây bụng hung (S. nagaensis) |
|  | |
|  | Trèo cây Á Âu (S. europaea) |
|  | |

|  | Trèo cây Kashmir (S. cashmirensis) |
|  |                                    |
|  | Trèo cây bụng hung (S. nagaensis)  |
|  |                                    |
|  | Trèo cây Á Âu (S. europaea)        |
|  |                                    |

|  | Trèo cây núi đá miền Đông (S. tephronota) |
|  |                                           |
|  | Trèo cây núi đá miền Tây (S. neumayer)    |
|  |                                           |

|  | Trèo cây Himalaya (S. himalayensis) |
|  | |
|  | \| \| Trèo cây Kashmir (S. cashmirensis) \| \| \| \| \| \| Trèo cây bụng hung (S. nagaensis) \| \| \| \| \| \| Trèo cây Á Âu (S. europaea) \| \| \| \| |
|  | |
|  | Trèo cây Kashmir (S. cashmirensis) |
|  | |
|  | Trèo cây bụng hung (S. nagaensis) |
|  | |
|  | Trèo cây Á Âu (S. europaea) |
|  | |

|  | Trèo cây Kashmir (S. cashmirensis) |
|  |                                    |
|  | Trèo cây bụng hung (S. nagaensis)  |
|  |                                    |
|  | Trèo cây Á Âu (S. europaea)        |
|  |                                    |

|  | Trèo cây núi đá miền Đông (S. tephronota) |
|  |                                           |
|  | Trèo cây núi đá miền Tây (S. neumayer)    |
|  |                                           |

|  | Trèo cây Himalaya (S. himalayensis) |
|  | |
|  | \| \| Trèo cây Kashmir (S. cashmirensis) \| \| \| \| \| \| Trèo cây bụng hung (S. nagaensis) \| \| \| \| \| \| Trèo cây Á Âu (S. europaea) \| \| \| \| |
|  | |
|  | Trèo cây Kashmir (S. cashmirensis) |
|  | |
|  | Trèo cây bụng hung (S. nagaensis) |
|  | |
|  | Trèo cây Á Âu (S. europaea) |
|  | |

|  | Trèo cây Kashmir (S. cashmirensis) |
|  |                                    |
|  | Trèo cây bụng hung (S. nagaensis)  |
|  |                                    |
|  | Trèo cây Á Âu (S. europaea)        |
|  |                                    |

|  | Trèo cây núi đá miền Đông (S. tephronota) |
|  |                                           |
|  | Trèo cây núi đá miền Tây (S. neumayer)    |
|  |                                           |

|  | Trèo cây Himalaya (S. himalayensis) |
|  | |
|  | \| \| Trèo cây Kashmir (S. cashmirensis) \| \| \| \| \| \| Trèo cây bụng hung (S. nagaensis) \| \| \| \| \| \| Trèo cây Á Âu (S. europaea) \| \| \| \| |
|  | |
|  | Trèo cây Kashmir (S. cashmirensis) |
|  | |
|  | Trèo cây bụng hung (S. nagaensis) |
|  | |
|  | Trèo cây Á Âu (S. europaea) |
|  | |

|  | Trèo cây Kashmir (S. cashmirensis) |
|  |                                    |
|  | Trèo cây bụng hung (S. nagaensis)  |
|  |                                    |
|  | Trèo cây Á Âu (S. europaea)        |
|  |                                    |

|  | Trèo cây núi đá miền Đông (S. tephronota) |
|  |                                           |
|  | Trèo cây núi đá miền Tây (S. neumayer)    |
|  |                                           |

|  | Trèo cây Himalaya (S. himalayensis) |
|  | |
|  | \| \| Trèo cây Kashmir (S. cashmirensis) \| \| \| \| \| \| Trèo cây bụng hung (S. nagaensis) \| \| \| \| \| \| Trèo cây Á Âu (S. europaea) \| \| \| \| |
|  | |
|  | Trèo cây Kashmir (S. cashmirensis) |
|  | |
|  | Trèo cây bụng hung (S. nagaensis) |
|  | |
|  | Trèo cây Á Âu (S. europaea) |
|  | |

|  | Trèo cây Kashmir (S. cashmirensis) |
|  |                                    |
|  | Trèo cây bụng hung (S. nagaensis)  |
|  |                                    |
|  | Trèo cây Á Âu (S. europaea)        |
|  |                                    |

|  | Trèo cây núi đá miền Đông (S. tephronota) |
|  |                                           |
|  | Trèo cây núi đá miền Tây (S. neumayer)    |
|  |                                           |

|  | Trèo cây Himalaya (S. himalayensis) |
|  | |
|  | \| \| Trèo cây Kashmir (S. cashmirensis) \| \| \| \| \| \| Trèo cây bụng hung (S. nagaensis) \| \| \| \| \| \| Trèo cây Á Âu (S. europaea) \| \| \| \| |
|  | |
|  | Trèo cây Kashmir (S. cashmirensis) |
|  | |
|  | Trèo cây bụng hung (S. nagaensis) |
|  | |
|  | Trèo cây Á Âu (S. europaea) |
|  | |

|  | Trèo cây Kashmir (S. cashmirensis) |
|  |                                    |
|  | Trèo cây bụng hung (S. nagaensis)  |
|  |                                    |
|  | Trèo cây Á Âu (S. europaea)        |
|  |                                    |

|  | Trèo cây núi đá miền Đông (S. tephronota) |
|  |                                           |
|  | Trèo cây núi đá miền Tây (S. neumayer)    |
|  |                                           |

|  | Trèo cây Himalaya (S. himalayensis) |
|  | |
|  | \| \| Trèo cây Kashmir (S. cashmirensis) \| \| \| \| \| \| Trèo cây bụng hung (S. nagaensis) \| \| \| \| \| \| Trèo cây Á Âu (S. europaea) \| \| \| \| |
|  | |
|  | Trèo cây Kashmir (S. cashmirensis) |
|  | |
|  | Trèo cây bụng hung (S. nagaensis) |
|  | |
|  | Trèo cây Á Âu (S. europaea) |
|  | |

|  | Trèo cây Kashmir (S. cashmirensis) |
|  |                                    |
|  | Trèo cây bụng hung (S. nagaensis)  |
|  |                                    |
|  | Trèo cây Á Âu (S. europaea)        |
|  |                                    |

|  | Trèo cây núi đá miền Tây (Sitta neumayer)    |
|  |                                              |
|  | Trèo cây núi đá miền Đông (Sitta tephronota) |
|  |                                              |

|  | Trèo cây mày trắng (Sitta victoriae)   |
|  |                                        |
|  | Trèo cây Himalaya (Sitta himalayensis) |
|  |                                        |

|  | Trèo cây Ấn Độ (Sitta castanea)                                                                                   |
|  | |
|  | \| \| Trèo cây bụng nâu dẻ (Sitta cinnamoventris) \| \| \| \| \| \| Trèo cây Myanmar (Sitta neglecta) \| \| \| \| |
|  | |
|  | Trèo cây bụng nâu dẻ (Sitta cinnamoventris)                                                                       |
|  | |
|  | Trèo cây Myanmar (Sitta neglecta)                                                                                 |
|  | |

|  | Trèo cây bụng nâu dẻ (Sitta cinnamoventris) |
|  |                                             |
|  | Trèo cây Myanmar (Sitta neglecta)           |
|  |                                             |

|  | Trèo cây Ấn Độ (Sitta castanea)                                                                                   |
|  | |
|  | \| \| Trèo cây bụng nâu dẻ (Sitta cinnamoventris) \| \| \| \| \| \| Trèo cây Myanmar (Sitta neglecta) \| \| \| \| |
|  | |
|  | Trèo cây bụng nâu dẻ (Sitta cinnamoventris)                                                                       |
|  | |
|  | Trèo cây Myanmar (Sitta neglecta)                                                                                 |
|  | |

|  | Trèo cây bụng nâu dẻ (Sitta cinnamoventris) |
|  |                                             |
|  | Trèo cây Myanmar (Sitta neglecta)           |
|  |                                             |

|  | Trèo cây Ấn Độ (Sitta castanea)                                                                                   |
|  | |
|  | \| \| Trèo cây bụng nâu dẻ (Sitta cinnamoventris) \| \| \| \| \| \| Trèo cây Myanmar (Sitta neglecta) \| \| \| \| |
|  | |
|  | Trèo cây bụng nâu dẻ (Sitta cinnamoventris)                                                                       |
|  | |
|  | Trèo cây Myanmar (Sitta neglecta)                                                                                 |
|  | |

|  | Trèo cây bụng nâu dẻ (Sitta cinnamoventris) |
|  |                                             |
|  | Trèo cây Myanmar (Sitta neglecta)           |
|  |                                             |

|  | Trèo cây Ấn Độ (Sitta castanea)                                                                                   |
|  | |
|  | \| \| Trèo cây bụng nâu dẻ (Sitta cinnamoventris) \| \| \| \| \| \| Trèo cây Myanmar (Sitta neglecta) \| \| \| \| |
|  | |
|  | Trèo cây bụng nâu dẻ (Sitta cinnamoventris)                                                                       |
|  | |
|  | Trèo cây Myanmar (Sitta neglecta)                                                                                 |
|  | |

|  | Trèo cây bụng nâu dẻ (Sitta cinnamoventris) |
|  |                                             |
|  | Trèo cây Myanmar (Sitta neglecta)           |
|  |                                             |

|  | Trèo cây Ấn Độ (Sitta castanea)                                                                                   |
|  | |
|  | \| \| Trèo cây bụng nâu dẻ (Sitta cinnamoventris) \| \| \| \| \| \| Trèo cây Myanmar (Sitta neglecta) \| \| \| \| |
|  | |
|  | Trèo cây bụng nâu dẻ (Sitta cinnamoventris)                                                                       |
|  | |
|  | Trèo cây Myanmar (Sitta neglecta)                                                                                 |
|  | |

|  | Trèo cây bụng nâu dẻ (Sitta cinnamoventris) |
|  |                                             |
|  | Trèo cây Myanmar (Sitta neglecta)           |
|  |                                             |

|  | Trèo cây Ấn Độ (Sitta castanea)                                                                                   |
|  | |
|  | \| \| Trèo cây bụng nâu dẻ (Sitta cinnamoventris) \| \| \| \| \| \| Trèo cây Myanmar (Sitta neglecta) \| \| \| \| |
|  | |
|  | Trèo cây bụng nâu dẻ (Sitta cinnamoventris)                                                                       |
|  | |
|  | Trèo cây Myanmar (Sitta neglecta)                                                                                 |
|  | |

|  | Trèo cây bụng nâu dẻ (Sitta cinnamoventris) |
|  |                                             |
|  | Trèo cây Myanmar (Sitta neglecta)           |
|  |                                             |

|  | Trèo cây Ấn Độ (Sitta castanea)                                                                                   |
|  | |
|  | \| \| Trèo cây bụng nâu dẻ (Sitta cinnamoventris) \| \| \| \| \| \| Trèo cây Myanmar (Sitta neglecta) \| \| \| \| |
|  | |
|  | Trèo cây bụng nâu dẻ (Sitta cinnamoventris)                                                                       |
|  | |
|  | Trèo cây Myanmar (Sitta neglecta)                                                                                 |
|  | |

|  | Trèo cây bụng nâu dẻ (Sitta cinnamoventris) |
|  |                                             |
|  | Trèo cây Myanmar (Sitta neglecta)           |
|  |                                             |

|  | Trèo cây Ấn Độ (Sitta castanea)                                                                                   |
|  | |
|  | \| \| Trèo cây bụng nâu dẻ (Sitta cinnamoventris) \| \| \| \| \| \| Trèo cây Myanmar (Sitta neglecta) \| \| \| \| |
|  | |
|  | Trèo cây bụng nâu dẻ (Sitta cinnamoventris)                                                                       |
|  | |
|  | Trèo cây Myanmar (Sitta neglecta)                                                                                 |
|  | |

|  | Trèo cây bụng nâu dẻ (Sitta cinnamoventris) |
|  |                                             |
|  | Trèo cây Myanmar (Sitta neglecta)           |
|  |                                             |

|  | Trèo cây mày trắng (Sitta victoriae)   |
|  |                                        |
|  | Trèo cây Himalaya (Sitta himalayensis) |
|  |                                        |

|  | Trèo cây Ấn Độ (Sitta castanea)                                                                                   |
|  | |
|  | \| \| Trèo cây bụng nâu dẻ (Sitta cinnamoventris) \| \| \| \| \| \| Trèo cây Myanmar (Sitta neglecta) \| \| \| \| |
|  | |
|  | Trèo cây bụng nâu dẻ (Sitta cinnamoventris)                                                                       |
|  | |
|  | Trèo cây Myanmar (Sitta neglecta)                                                                                 |
|  | |

|  | Trèo cây bụng nâu dẻ (Sitta cinnamoventris) |
|  |                                             |
|  | Trèo cây Myanmar (Sitta neglecta)           |
|  |                                             |

|  | Trèo cây Ấn Độ (Sitta castanea)                                                                                   |
|  | |
|  | \| \| Trèo cây bụng nâu dẻ (Sitta cinnamoventris) \| \| \| \| \| \| Trèo cây Myanmar (Sitta neglecta) \| \| \| \| |
|  | |
|  | Trèo cây bụng nâu dẻ (Sitta cinnamoventris)                                                                       |
|  | |
|  | Trèo cây Myanmar (Sitta neglecta)                                                                                 |
|  | |

|  | Trèo cây bụng nâu dẻ (Sitta cinnamoventris) |
|  |                                             |
|  | Trèo cây Myanmar (Sitta neglecta)           |
|  |                                             |

|  | Trèo cây Ấn Độ (Sitta castanea)                                                                                   |
|  | |
|  | \| \| Trèo cây bụng nâu dẻ (Sitta cinnamoventris) \| \| \| \| \| \| Trèo cây Myanmar (Sitta neglecta) \| \| \| \| |
|  | |
|  | Trèo cây bụng nâu dẻ (Sitta cinnamoventris)                                                                       |
|  | |
|  | Trèo cây Myanmar (Sitta neglecta)                                                                                 |
|  | |

|  | Trèo cây bụng nâu dẻ (Sitta cinnamoventris) |
|  |                                             |
|  | Trèo cây Myanmar (Sitta neglecta)           |
|  |                                             |

|  | Trèo cây Ấn Độ (Sitta castanea)                                                                                   |
|  | |
|  | \| \| Trèo cây bụng nâu dẻ (Sitta cinnamoventris) \| \| \| \| \| \| Trèo cây Myanmar (Sitta neglecta) \| \| \| \| |
|  | |
|  | Trèo cây bụng nâu dẻ (Sitta cinnamoventris)                                                                       |
|  | |
|  | Trèo cây Myanmar (Sitta neglecta)                                                                                 |
|  | |

|  | Trèo cây bụng nâu dẻ (Sitta cinnamoventris) |
|  |                                             |
|  | Trèo cây Myanmar (Sitta neglecta)           |
|  |                                             |

|  | Trèo cây Ấn Độ (Sitta castanea)                                                                                   |
|  | |
|  | \| \| Trèo cây bụng nâu dẻ (Sitta cinnamoventris) \| \| \| \| \| \| Trèo cây Myanmar (Sitta neglecta) \| \| \| \| |
|  | |
|  | Trèo cây bụng nâu dẻ (Sitta cinnamoventris)                                                                       |
|  | |
|  | Trèo cây Myanmar (Sitta neglecta)                                                                                 |
|  | |

|  | Trèo cây bụng nâu dẻ (Sitta cinnamoventris) |
|  |                                             |
|  | Trèo cây Myanmar (Sitta neglecta)           |
|  |                                             |

|  | Trèo cây Ấn Độ (Sitta castanea)                                                                                   |
|  | |
|  | \| \| Trèo cây bụng nâu dẻ (Sitta cinnamoventris) \| \| \| \| \| \| Trèo cây Myanmar (Sitta neglecta) \| \| \| \| |
|  | |
|  | Trèo cây bụng nâu dẻ (Sitta cinnamoventris)                                                                       |
|  | |
|  | Trèo cây Myanmar (Sitta neglecta)                                                                                 |
|  | |

|  | Trèo cây bụng nâu dẻ (Sitta cinnamoventris) |
|  |                                             |
|  | Trèo cây Myanmar (Sitta neglecta)           |
|  |                                             |

|  | Trèo cây Ấn Độ (Sitta castanea)                                                                                   |
|  | |
|  | \| \| Trèo cây bụng nâu dẻ (Sitta cinnamoventris) \| \| \| \| \| \| Trèo cây Myanmar (Sitta neglecta) \| \| \| \| |
|  | |
|  | Trèo cây bụng nâu dẻ (Sitta cinnamoventris)                                                                       |
|  | |
|  | Trèo cây Myanmar (Sitta neglecta)                                                                                 |
|  | |

|  | Trèo cây bụng nâu dẻ (Sitta cinnamoventris) |
|  |                                             |
|  | Trèo cây Myanmar (Sitta neglecta)           |
|  |                                             |

|  | Trèo cây Ấn Độ (Sitta castanea)                                                                                   |
|  | |
|  | \| \| Trèo cây bụng nâu dẻ (Sitta cinnamoventris) \| \| \| \| \| \| Trèo cây Myanmar (Sitta neglecta) \| \| \| \| |
|  | |
|  | Trèo cây bụng nâu dẻ (Sitta cinnamoventris)                                                                       |
|  | |
|  | Trèo cây Myanmar (Sitta neglecta)                                                                                 |
|  | |

|  | Trèo cây bụng nâu dẻ (Sitta cinnamoventris) |
|  |                                             |
|  | Trèo cây Myanmar (Sitta neglecta)           |
|  |                                             |

|  | Trèo cây mày trắng (Sitta victoriae)   |
|  |                                        |
|  | Trèo cây Himalaya (Sitta himalayensis) |
|  |                                        |

|  | Trèo cây Ấn Độ (Sitta castanea)                                                                                   |
|  | |
|  | \| \| Trèo cây bụng nâu dẻ (Sitta cinnamoventris) \| \| \| \| \| \| Trèo cây Myanmar (Sitta neglecta) \| \| \| \| |
|  | |
|  | Trèo cây bụng nâu dẻ (Sitta cinnamoventris)                                                                       |
|  | |
|  | Trèo cây Myanmar (Sitta neglecta)                                                                                 |
|  | |

|  | Trèo cây bụng nâu dẻ (Sitta cinnamoventris) |
|  |                                             |
|  | Trèo cây Myanmar (Sitta neglecta)           |
|  |                                             |

|  | Trèo cây Ấn Độ (Sitta castanea)                                                                                   |
|  | |
|  | \| \| Trèo cây bụng nâu dẻ (Sitta cinnamoventris) \| \| \| \| \| \| Trèo cây Myanmar (Sitta neglecta) \| \| \| \| |
|  | |
|  | Trèo cây bụng nâu dẻ (Sitta cinnamoventris)                                                                       |
|  | |
|  | Trèo cây Myanmar (Sitta neglecta)                                                                                 |
|  | |

|  | Trèo cây bụng nâu dẻ (Sitta cinnamoventris) |
|  |                                             |
|  | Trèo cây Myanmar (Sitta neglecta)           |
|  |                                             |

|  | Trèo cây Ấn Độ (Sitta castanea)                                                                                   |
|  | |
|  | \| \| Trèo cây bụng nâu dẻ (Sitta cinnamoventris) \| \| \| \| \| \| Trèo cây Myanmar (Sitta neglecta) \| \| \| \| |
|  | |
|  | Trèo cây bụng nâu dẻ (Sitta cinnamoventris)                                                                       |
|  | |
|  | Trèo cây Myanmar (Sitta neglecta)                                                                                 |
|  | |

|  | Trèo cây bụng nâu dẻ (Sitta cinnamoventris) |
|  |                                             |
|  | Trèo cây Myanmar (Sitta neglecta)           |
|  |                                             |

|  | Trèo cây Ấn Độ (Sitta castanea)                                                                                   |
|  | |
|  | \| \| Trèo cây bụng nâu dẻ (Sitta cinnamoventris) \| \| \| \| \| \| Trèo cây Myanmar (Sitta neglecta) \| \| \| \| |
|  | |
|  | Trèo cây bụng nâu dẻ (Sitta cinnamoventris)                                                                       |
|  | |
|  | Trèo cây Myanmar (Sitta neglecta)                                                                                 |
|  | |

|  | Trèo cây bụng nâu dẻ (Sitta cinnamoventris) |
|  |                                             |
|  | Trèo cây Myanmar (Sitta neglecta)           |
|  |                                             |

|  | Trèo cây Ấn Độ (Sitta castanea)                                                                                   |
|  | |
|  | \| \| Trèo cây bụng nâu dẻ (Sitta cinnamoventris) \| \| \| \| \| \| Trèo cây Myanmar (Sitta neglecta) \| \| \| \| |
|  | |
|  | Trèo cây bụng nâu dẻ (Sitta cinnamoventris)                                                                       |
|  | |
|  | Trèo cây Myanmar (Sitta neglecta)                                                                                 |
|  | |

|  | Trèo cây bụng nâu dẻ (Sitta cinnamoventris) |
|  |                                             |
|  | Trèo cây Myanmar (Sitta neglecta)           |
|  |                                             |

|  | Trèo cây Ấn Độ (Sitta castanea)                                                                                   |
|  | |
|  | \| \| Trèo cây bụng nâu dẻ (Sitta cinnamoventris) \| \| \| \| \| \| Trèo cây Myanmar (Sitta neglecta) \| \| \| \| |
|  | |
|  | Trèo cây bụng nâu dẻ (Sitta cinnamoventris)                                                                       |
|  | |
|  | Trèo cây Myanmar (Sitta neglecta)                                                                                 |
|  | |

|  | Trèo cây bụng nâu dẻ (Sitta cinnamoventris) |
|  |                                             |
|  | Trèo cây Myanmar (Sitta neglecta)           |
|  |                                             |

|  | Trèo cây Ấn Độ (Sitta castanea)                                                                                   |
|  | |
|  | \| \| Trèo cây bụng nâu dẻ (Sitta cinnamoventris) \| \| \| \| \| \| Trèo cây Myanmar (Sitta neglecta) \| \| \| \| |
|  | |
|  | Trèo cây bụng nâu dẻ (Sitta cinnamoventris)                                                                       |
|  | |
|  | Trèo cây Myanmar (Sitta neglecta)                                                                                 |
|  | |

|  | Trèo cây bụng nâu dẻ (Sitta cinnamoventris) |
|  |                                             |
|  | Trèo cây Myanmar (Sitta neglecta)           |
|  |                                             |

|  | Trèo cây Ấn Độ (Sitta castanea)                                                                                   |
|  | |
|  | \| \| Trèo cây bụng nâu dẻ (Sitta cinnamoventris) \| \| \| \| \| \| Trèo cây Myanmar (Sitta neglecta) \| \| \| \| |
|  | |
|  | Trèo cây bụng nâu dẻ (Sitta cinnamoventris)                                                                       |
|  | |
|  | Trèo cây Myanmar (Sitta neglecta)                                                                                 |
|  | |

|  | Trèo cây bụng nâu dẻ (Sitta cinnamoventris) |
|  |                                             |
|  | Trèo cây Myanmar (Sitta neglecta)           |
|  |                                             |

|  | Trèo cây mày trắng (Sitta victoriae)   |
|  |                                        |
|  | Trèo cây Himalaya (Sitta himalayensis) |
|  |                                        |

|  | Trèo cây Ấn Độ (Sitta castanea)                                                                                   |
|  | |
|  | \| \| Trèo cây bụng nâu dẻ (Sitta cinnamoventris) \| \| \| \| \| \| Trèo cây Myanmar (Sitta neglecta) \| \| \| \| |
|  | |
|  | Trèo cây bụng nâu dẻ (Sitta cinnamoventris)                                                                       |
|  | |
|  | Trèo cây Myanmar (Sitta neglecta)                                                                                 |
|  | |

|  | Trèo cây bụng nâu dẻ (Sitta cinnamoventris) |
|  |                                             |
|  | Trèo cây Myanmar (Sitta neglecta)           |
|  |                                             |

|  | Trèo cây Ấn Độ (Sitta castanea)                                                                                   |
|  | |
|  | \| \| Trèo cây bụng nâu dẻ (Sitta cinnamoventris) \| \| \| \| \| \| Trèo cây Myanmar (Sitta neglecta) \| \| \| \| |
|  | |
|  | Trèo cây bụng nâu dẻ (Sitta cinnamoventris)                                                                       |
|  | |
|  | Trèo cây Myanmar (Sitta neglecta)                                                                                 |
|  | |

|  | Trèo cây bụng nâu dẻ (Sitta cinnamoventris) |
|  |                                             |
|  | Trèo cây Myanmar (Sitta neglecta)           |
|  |                                             |

|  | Trèo cây Ấn Độ (Sitta castanea)                                                                                   |
|  | |
|  | \| \| Trèo cây bụng nâu dẻ (Sitta cinnamoventris) \| \| \| \| \| \| Trèo cây Myanmar (Sitta neglecta) \| \| \| \| |
|  | |
|  | Trèo cây bụng nâu dẻ (Sitta cinnamoventris)                                                                       |
|  | |
|  | Trèo cây Myanmar (Sitta neglecta)                                                                                 |
|  | |

|  | Trèo cây bụng nâu dẻ (Sitta cinnamoventris) |
|  |                                             |
|  | Trèo cây Myanmar (Sitta neglecta)           |
|  |                                             |

|  | Trèo cây Ấn Độ (Sitta castanea)                                                                                   |
|  | |
|  | \| \| Trèo cây bụng nâu dẻ (Sitta cinnamoventris) \| \| \| \| \| \| Trèo cây Myanmar (Sitta neglecta) \| \| \| \| |
|  | |
|  | Trèo cây bụng nâu dẻ (Sitta cinnamoventris)                                                                       |
|  | |
|  | Trèo cây Myanmar (Sitta neglecta)                                                                                 |
|  | |

|  | Trèo cây bụng nâu dẻ (Sitta cinnamoventris) |
|  |                                             |
|  | Trèo cây Myanmar (Sitta neglecta)           |
|  |                                             |

|  | Trèo cây Ấn Độ (Sitta castanea)                                                                                   |
|  | |
|  | \| \| Trèo cây bụng nâu dẻ (Sitta cinnamoventris) \| \| \| \| \| \| Trèo cây Myanmar (Sitta neglecta) \| \| \| \| |
|  | |
|  | Trèo cây bụng nâu dẻ (Sitta cinnamoventris)                                                                       |
|  | |
|  | Trèo cây Myanmar (Sitta neglecta)                                                                                 |
|  | |

|  | Trèo cây bụng nâu dẻ (Sitta cinnamoventris) |
|  |                                             |
|  | Trèo cây Myanmar (Sitta neglecta)           |
|  |                                             |

|  | Trèo cây Ấn Độ (Sitta castanea)                                                                                   |
|  | |
|  | \| \| Trèo cây bụng nâu dẻ (Sitta cinnamoventris) \| \| \| \| \| \| Trèo cây Myanmar (Sitta neglecta) \| \| \| \| |
|  | |
|  | Trèo cây bụng nâu dẻ (Sitta cinnamoventris)                                                                       |
|  | |
|  | Trèo cây Myanmar (Sitta neglecta)                                                                                 |
|  | |

|  | Trèo cây bụng nâu dẻ (Sitta cinnamoventris) |
|  |                                             |
|  | Trèo cây Myanmar (Sitta neglecta)           |
|  |                                             |

|  | Trèo cây Ấn Độ (Sitta castanea)                                                                                   |
|  | |
|  | \| \| Trèo cây bụng nâu dẻ (Sitta cinnamoventris) \| \| \| \| \| \| Trèo cây Myanmar (Sitta neglecta) \| \| \| \| |
|  | |
|  | Trèo cây bụng nâu dẻ (Sitta cinnamoventris)                                                                       |
|  | |
|  | Trèo cây Myanmar (Sitta neglecta)                                                                                 |
|  | |

|  | Trèo cây bụng nâu dẻ (Sitta cinnamoventris) |
|  |                                             |
|  | Trèo cây Myanmar (Sitta neglecta)           |
|  |                                             |

|  | Trèo cây Ấn Độ (Sitta castanea)                                                                                   |
|  | |
|  | \| \| Trèo cây bụng nâu dẻ (Sitta cinnamoventris) \| \| \| \| \| \| Trèo cây Myanmar (Sitta neglecta) \| \| \| \| |
|  | |
|  | Trèo cây bụng nâu dẻ (Sitta cinnamoventris)                                                                       |
|  | |
|  | Trèo cây Myanmar (Sitta neglecta)                                                                                 |
|  | |

|  | Trèo cây bụng nâu dẻ (Sitta cinnamoventris) |
|  |                                             |
|  | Trèo cây Myanmar (Sitta neglecta)           |
|  |                                             |

|  | Trèo cây núi đá miền Tây (Sitta neumayer)    |
|  |                                              |
|  | Trèo cây núi đá miền Đông (Sitta tephronota) |
|  |                                              |

|  | Trèo cây mày trắng (Sitta victoriae)   |
|  |                                        |
|  | Trèo cây Himalaya (Sitta himalayensis) |
|  |                                        |

|  | Trèo cây Ấn Độ (Sitta castanea)                                                                                   |
|  | |
|  | \| \| Trèo cây bụng nâu dẻ (Sitta cinnamoventris) \| \| \| \| \| \| Trèo cây Myanmar (Sitta neglecta) \| \| \| \| |
|  | |
|  | Trèo cây bụng nâu dẻ (Sitta cinnamoventris)                                                                       |
|  | |
|  | Trèo cây Myanmar (Sitta neglecta)                                                                                 |
|  | |

|  | Trèo cây bụng nâu dẻ (Sitta cinnamoventris) |
|  |                                             |
|  | Trèo cây Myanmar (Sitta neglecta)           |
|  |                                             |

|  | Trèo cây Ấn Độ (Sitta castanea)                                                                                   |
|  | |
|  | \| \| Trèo cây bụng nâu dẻ (Sitta cinnamoventris) \| \| \| \| \| \| Trèo cây Myanmar (Sitta neglecta) \| \| \| \| |
|  | |
|  | Trèo cây bụng nâu dẻ (Sitta cinnamoventris)                                                                       |
|  | |
|  | Trèo cây Myanmar (Sitta neglecta)                                                                                 |
|  | |

|  | Trèo cây bụng nâu dẻ (Sitta cinnamoventris) |
|  |                                             |
|  | Trèo cây Myanmar (Sitta neglecta)           |
|  |                                             |

|  | Trèo cây Ấn Độ (Sitta castanea)                                                                                   |
|  | |
|  | \| \| Trèo cây bụng nâu dẻ (Sitta cinnamoventris) \| \| \| \| \| \| Trèo cây Myanmar (Sitta neglecta) \| \| \| \| |
|  | |
|  | Trèo cây bụng nâu dẻ (Sitta cinnamoventris)                                                                       |
|  | |
|  | Trèo cây Myanmar (Sitta neglecta)                                                                                 |
|  | |

|  | Trèo cây bụng nâu dẻ (Sitta cinnamoventris) |
|  |                                             |
|  | Trèo cây Myanmar (Sitta neglecta)           |
|  |                                             |

|  | Trèo cây Ấn Độ (Sitta castanea)                                                                                   |
|  | |
|  | \| \| Trèo cây bụng nâu dẻ (Sitta cinnamoventris) \| \| \| \| \| \| Trèo cây Myanmar (Sitta neglecta) \| \| \| \| |
|  | |
|  | Trèo cây bụng nâu dẻ (Sitta cinnamoventris)                                                                       |
|  | |
|  | Trèo cây Myanmar (Sitta neglecta)                                                                                 |
|  | |

|  | Trèo cây bụng nâu dẻ (Sitta cinnamoventris) |
|  |                                             |
|  | Trèo cây Myanmar (Sitta neglecta)           |
|  |                                             |

|  | Trèo cây Ấn Độ (Sitta castanea)                                                                                   |
|  | |
|  | \| \| Trèo cây bụng nâu dẻ (Sitta cinnamoventris) \| \| \| \| \| \| Trèo cây Myanmar (Sitta neglecta) \| \| \| \| |
|  | |
|  | Trèo cây bụng nâu dẻ (Sitta cinnamoventris)                                                                       |
|  | |
|  | Trèo cây Myanmar (Sitta neglecta)                                                                                 |
|  | |

|  | Trèo cây bụng nâu dẻ (Sitta cinnamoventris) |
|  |                                             |
|  | Trèo cây Myanmar (Sitta neglecta)           |
|  |                                             |

|  | Trèo cây Ấn Độ (Sitta castanea)                                                                                   |
|  | |
|  | \| \| Trèo cây bụng nâu dẻ (Sitta cinnamoventris) \| \| \| \| \| \| Trèo cây Myanmar (Sitta neglecta) \| \| \| \| |
|  | |
|  | Trèo cây bụng nâu dẻ (Sitta cinnamoventris)                                                                       |
|  | |
|  | Trèo cây Myanmar (Sitta neglecta)                                                                                 |
|  | |

|  | Trèo cây bụng nâu dẻ (Sitta cinnamoventris) |
|  |                                             |
|  | Trèo cây Myanmar (Sitta neglecta)           |
|  |                                             |

|  | Trèo cây Ấn Độ (Sitta castanea)                                                                                   |
|  | |
|  | \| \| Trèo cây bụng nâu dẻ (Sitta cinnamoventris) \| \| \| \| \| \| Trèo cây Myanmar (Sitta neglecta) \| \| \| \| |
|  | |
|  | Trèo cây bụng nâu dẻ (Sitta cinnamoventris)                                                                       |
|  | |
|  | Trèo cây Myanmar (Sitta neglecta)                                                                                 |
|  | |

|  | Trèo cây bụng nâu dẻ (Sitta cinnamoventris) |
|  |                                             |
|  | Trèo cây Myanmar (Sitta neglecta)           |
|  |                                             |

|  | Trèo cây Ấn Độ (Sitta castanea)                                                                                   |
|  | |
|  | \| \| Trèo cây bụng nâu dẻ (Sitta cinnamoventris) \| \| \| \| \| \| Trèo cây Myanmar (Sitta neglecta) \| \| \| \| |
|  | |
|  | Trèo cây bụng nâu dẻ (Sitta cinnamoventris)                                                                       |
|  | |
|  | Trèo cây Myanmar (Sitta neglecta)                                                                                 |
|  | |

|  | Trèo cây bụng nâu dẻ (Sitta cinnamoventris) |
|  |                                             |
|  | Trèo cây Myanmar (Sitta neglecta)           |
|  |                                             |

|  | Trèo cây mày trắng (Sitta victoriae)   |
|  |                                        |
|  | Trèo cây Himalaya (Sitta himalayensis) |
|  |                                        |

|  | Trèo cây Ấn Độ (Sitta castanea)                                                                                   |
|  | |
|  | \| \| Trèo cây bụng nâu dẻ (Sitta cinnamoventris) \| \| \| \| \| \| Trèo cây Myanmar (Sitta neglecta) \| \| \| \| |
|  | |
|  | Trèo cây bụng nâu dẻ (Sitta cinnamoventris)                                                                       |
|  | |
|  | Trèo cây Myanmar (Sitta neglecta)                                                                                 |
|  | |

|  | Trèo cây bụng nâu dẻ (Sitta cinnamoventris) |
|  |                                             |
|  | Trèo cây Myanmar (Sitta neglecta)           |
|  |                                             |

|  | Trèo cây Ấn Độ (Sitta castanea)                                                                                   |
|  | |
|  | \| \| Trèo cây bụng nâu dẻ (Sitta cinnamoventris) \| \| \| \| \| \| Trèo cây Myanmar (Sitta neglecta) \| \| \| \| |
|  | |
|  | Trèo cây bụng nâu dẻ (Sitta cinnamoventris)                                                                       |
|  | |
|  | Trèo cây Myanmar (Sitta neglecta)                                                                                 |
|  | |

|  | Trèo cây bụng nâu dẻ (Sitta cinnamoventris) |
|  |                                             |
|  | Trèo cây Myanmar (Sitta neglecta)           |
|  |                                             |

|  | Trèo cây Ấn Độ (Sitta castanea)                                                                                   |
|  | |
|  | \| \| Trèo cây bụng nâu dẻ (Sitta cinnamoventris) \| \| \| \| \| \| Trèo cây Myanmar (Sitta neglecta) \| \| \| \| |
|  | |
|  | Trèo cây bụng nâu dẻ (Sitta cinnamoventris)                                                                       |
|  | |
|  | Trèo cây Myanmar (Sitta neglecta)                                                                                 |
|  | |

|  | Trèo cây bụng nâu dẻ (Sitta cinnamoventris) |
|  |                                             |
|  | Trèo cây Myanmar (Sitta neglecta)           |
|  |                                             |

|  | Trèo cây Ấn Độ (Sitta castanea)                                                                                   |
|  | |
|  | \| \| Trèo cây bụng nâu dẻ (Sitta cinnamoventris) \| \| \| \| \| \| Trèo cây Myanmar (Sitta neglecta) \| \| \| \| |
|  | |
|  | Trèo cây bụng nâu dẻ (Sitta cinnamoventris)                                                                       |
|  | |
|  | Trèo cây Myanmar (Sitta neglecta)                                                                                 |
|  | |

|  | Trèo cây bụng nâu dẻ (Sitta cinnamoventris) |
|  |                                             |
|  | Trèo cây Myanmar (Sitta neglecta)           |
|  |                                             |

|  | Trèo cây Ấn Độ (Sitta castanea)                                                                                   |
|  | |
|  | \| \| Trèo cây bụng nâu dẻ (Sitta cinnamoventris) \| \| \| \| \| \| Trèo cây Myanmar (Sitta neglecta) \| \| \| \| |
|  | |
|  | Trèo cây bụng nâu dẻ (Sitta cinnamoventris)                                                                       |
|  | |
|  | Trèo cây Myanmar (Sitta neglecta)                                                                                 |
|  | |

|  | Trèo cây bụng nâu dẻ (Sitta cinnamoventris) |
|  |                                             |
|  | Trèo cây Myanmar (Sitta neglecta)           |
|  |                                             |

|  | Trèo cây Ấn Độ (Sitta castanea)                                                                                   |
|  | |
|  | \| \| Trèo cây bụng nâu dẻ (Sitta cinnamoventris) \| \| \| \| \| \| Trèo cây Myanmar (Sitta neglecta) \| \| \| \| |
|  | |
|  | Trèo cây bụng nâu dẻ (Sitta cinnamoventris)                                                                       |
|  | |
|  | Trèo cây Myanmar (Sitta neglecta)                                                                                 |
|  | |

|  | Trèo cây bụng nâu dẻ (Sitta cinnamoventris) |
|  |                                             |
|  | Trèo cây Myanmar (Sitta neglecta)           |
|  |                                             |

|  | Trèo cây Ấn Độ (Sitta castanea)                                                                                   |
|  | |
|  | \| \| Trèo cây bụng nâu dẻ (Sitta cinnamoventris) \| \| \| \| \| \| Trèo cây Myanmar (Sitta neglecta) \| \| \| \| |
|  | |
|  | Trèo cây bụng nâu dẻ (Sitta cinnamoventris)                                                                       |
|  | |
|  | Trèo cây Myanmar (Sitta neglecta)                                                                                 |
|  | |

|  | Trèo cây bụng nâu dẻ (Sitta cinnamoventris) |
|  |                                             |
|  | Trèo cây Myanmar (Sitta neglecta)           |
|  |                                             |

|  | Trèo cây Ấn Độ (Sitta castanea)                                                                                   |
|  | |
|  | \| \| Trèo cây bụng nâu dẻ (Sitta cinnamoventris) \| \| \| \| \| \| Trèo cây Myanmar (Sitta neglecta) \| \| \| \| |
|  | |
|  | Trèo cây bụng nâu dẻ (Sitta cinnamoventris)                                                                       |
|  | |
|  | Trèo cây Myanmar (Sitta neglecta)                                                                                 |
|  | |

|  | Trèo cây bụng nâu dẻ (Sitta cinnamoventris) |
|  |                                             |
|  | Trèo cây Myanmar (Sitta neglecta)           |
|  |                                             |

|  | Trèo cây mày trắng (Sitta victoriae)   |
|  |                                        |
|  | Trèo cây Himalaya (Sitta himalayensis) |
|  |                                        |

|  | Trèo cây Ấn Độ (Sitta castanea)                                                                                   |
|  | |
|  | \| \| Trèo cây bụng nâu dẻ (Sitta cinnamoventris) \| \| \| \| \| \| Trèo cây Myanmar (Sitta neglecta) \| \| \| \| |
|  | |
|  | Trèo cây bụng nâu dẻ (Sitta cinnamoventris)                                                                       |
|  | |
|  | Trèo cây Myanmar (Sitta neglecta)                                                                                 |
|  | |

|  | Trèo cây bụng nâu dẻ (Sitta cinnamoventris) |
|  |                                             |
|  | Trèo cây Myanmar (Sitta neglecta)           |
|  |                                             |

|  | Trèo cây Ấn Độ (Sitta castanea)                                                                                   |
|  | |
|  | \| \| Trèo cây bụng nâu dẻ (Sitta cinnamoventris) \| \| \| \| \| \| Trèo cây Myanmar (Sitta neglecta) \| \| \| \| |
|  | |
|  | Trèo cây bụng nâu dẻ (Sitta cinnamoventris)                                                                       |
|  | |
|  | Trèo cây Myanmar (Sitta neglecta)                                                                                 |
|  | |

|  | Trèo cây bụng nâu dẻ (Sitta cinnamoventris) |
|  |                                             |
|  | Trèo cây Myanmar (Sitta neglecta)           |
|  |                                             |

|  | Trèo cây Ấn Độ (Sitta castanea)                                                                                   |
|  | |
|  | \| \| Trèo cây bụng nâu dẻ (Sitta cinnamoventris) \| \| \| \| \| \| Trèo cây Myanmar (Sitta neglecta) \| \| \| \| |
|  | |
|  | Trèo cây bụng nâu dẻ (Sitta cinnamoventris)                                                                       |
|  | |
|  | Trèo cây Myanmar (Sitta neglecta)                                                                                 |
|  | |

|  | Trèo cây bụng nâu dẻ (Sitta cinnamoventris) |
|  |                                             |
|  | Trèo cây Myanmar (Sitta neglecta)           |
|  |                                             |

|  | Trèo cây Ấn Độ (Sitta castanea)                                                                                   |
|  | |
|  | \| \| Trèo cây bụng nâu dẻ (Sitta cinnamoventris) \| \| \| \| \| \| Trèo cây Myanmar (Sitta neglecta) \| \| \| \| |
|  | |
|  | Trèo cây bụng nâu dẻ (Sitta cinnamoventris)                                                                       |
|  | |
|  | Trèo cây Myanmar (Sitta neglecta)                                                                                 |
|  | |

|  | Trèo cây bụng nâu dẻ (Sitta cinnamoventris) |
|  |                                             |
|  | Trèo cây Myanmar (Sitta neglecta)           |
|  |                                             |

|  | Trèo cây Ấn Độ (Sitta castanea)                                                                                   |
|  | |
|  | \| \| Trèo cây bụng nâu dẻ (Sitta cinnamoventris) \| \| \| \| \| \| Trèo cây Myanmar (Sitta neglecta) \| \| \| \| |
|  | |
|  | Trèo cây bụng nâu dẻ (Sitta cinnamoventris)                                                                       |
|  | |
|  | Trèo cây Myanmar (Sitta neglecta)                                                                                 |
|  | |

|  | Trèo cây bụng nâu dẻ (Sitta cinnamoventris) |
|  |                                             |
|  | Trèo cây Myanmar (Sitta neglecta)           |
|  |                                             |

|  | Trèo cây Ấn Độ (Sitta castanea)                                                                                   |
|  | |
|  | \| \| Trèo cây bụng nâu dẻ (Sitta cinnamoventris) \| \| \| \| \| \| Trèo cây Myanmar (Sitta neglecta) \| \| \| \| |
|  | |
|  | Trèo cây bụng nâu dẻ (Sitta cinnamoventris)                                                                       |
|  | |
|  | Trèo cây Myanmar (Sitta neglecta)                                                                                 |
|  | |

|  | Trèo cây bụng nâu dẻ (Sitta cinnamoventris) |
|  |                                             |
|  | Trèo cây Myanmar (Sitta neglecta)           |
|  |                                             |

|  | Trèo cây Ấn Độ (Sitta castanea)                                                                                   |
|  | |
|  | \| \| Trèo cây bụng nâu dẻ (Sitta cinnamoventris) \| \| \| \| \| \| Trèo cây Myanmar (Sitta neglecta) \| \| \| \| |
|  | |
|  | Trèo cây bụng nâu dẻ (Sitta cinnamoventris)                                                                       |
|  | |
|  | Trèo cây Myanmar (Sitta neglecta)                                                                                 |
|  | |

|  | Trèo cây bụng nâu dẻ (Sitta cinnamoventris) |
|  |                                             |
|  | Trèo cây Myanmar (Sitta neglecta)           |
|  |                                             |

|  | Trèo cây Ấn Độ (Sitta castanea)                                                                                   |
|  | |
|  | \| \| Trèo cây bụng nâu dẻ (Sitta cinnamoventris) \| \| \| \| \| \| Trèo cây Myanmar (Sitta neglecta) \| \| \| \| |
|  | |
|  | Trèo cây bụng nâu dẻ (Sitta cinnamoventris)                                                                       |
|  | |
|  | Trèo cây Myanmar (Sitta neglecta)                                                                                 |
|  | |

|  | Trèo cây bụng nâu dẻ (Sitta cinnamoventris) |
|  |                                             |
|  | Trèo cây Myanmar (Sitta neglecta)           |
|  |                                             |

|  | Trèo cây mày trắng (Sitta victoriae)   |
|  |                                        |
|  | Trèo cây Himalaya (Sitta himalayensis) |
|  |                                        |

|  | Trèo cây Ấn Độ (Sitta castanea)                                                                                   |
|  | |
|  | \| \| Trèo cây bụng nâu dẻ (Sitta cinnamoventris) \| \| \| \| \| \| Trèo cây Myanmar (Sitta neglecta) \| \| \| \| |
|  | |
|  | Trèo cây bụng nâu dẻ (Sitta cinnamoventris)                                                                       |
|  | |
|  | Trèo cây Myanmar (Sitta neglecta)                                                                                 |
|  | |

|  | Trèo cây bụng nâu dẻ (Sitta cinnamoventris) |
|  |                                             |
|  | Trèo cây Myanmar (Sitta neglecta)           |
|  |                                             |

|  | Trèo cây Ấn Độ (Sitta castanea)                                                                                   |
|  | |
|  | \| \| Trèo cây bụng nâu dẻ (Sitta cinnamoventris) \| \| \| \| \| \| Trèo cây Myanmar (Sitta neglecta) \| \| \| \| |
|  | |
|  | Trèo cây bụng nâu dẻ (Sitta cinnamoventris)                                                                       |
|  | |
|  | Trèo cây Myanmar (Sitta neglecta)                                                                                 |
|  | |

|  | Trèo cây bụng nâu dẻ (Sitta cinnamoventris) |
|  |                                             |
|  | Trèo cây Myanmar (Sitta neglecta)           |
|  |                                             |

|  | Trèo cây Ấn Độ (Sitta castanea)                                                                                   |
|  | |
|  | \| \| Trèo cây bụng nâu dẻ (Sitta cinnamoventris) \| \| \| \| \| \| Trèo cây Myanmar (Sitta neglecta) \| \| \| \| |
|  | |
|  | Trèo cây bụng nâu dẻ (Sitta cinnamoventris)                                                                       |
|  | |
|  | Trèo cây Myanmar (Sitta neglecta)                                                                                 |
|  | |

|  | Trèo cây bụng nâu dẻ (Sitta cinnamoventris) |
|  |                                             |
|  | Trèo cây Myanmar (Sitta neglecta)           |
|  |                                             |

|  | Trèo cây Ấn Độ (Sitta castanea)                                                                                   |
|  | |
|  | \| \| Trèo cây bụng nâu dẻ (Sitta cinnamoventris) \| \| \| \| \| \| Trèo cây Myanmar (Sitta neglecta) \| \| \| \| |
|  | |
|  | Trèo cây bụng nâu dẻ (Sitta cinnamoventris)                                                                       |
|  | |
|  | Trèo cây Myanmar (Sitta neglecta)                                                                                 |
|  | |

|  | Trèo cây bụng nâu dẻ (Sitta cinnamoventris) |
|  |                                             |
|  | Trèo cây Myanmar (Sitta neglecta)           |
|  |                                             |

|  | Trèo cây Ấn Độ (Sitta castanea)                                                                                   |
|  | |
|  | \| \| Trèo cây bụng nâu dẻ (Sitta cinnamoventris) \| \| \| \| \| \| Trèo cây Myanmar (Sitta neglecta) \| \| \| \| |
|  | |
|  | Trèo cây bụng nâu dẻ (Sitta cinnamoventris)                                                                       |
|  | |
|  | Trèo cây Myanmar (Sitta neglecta)                                                                                 |
|  | |

|  | Trèo cây bụng nâu dẻ (Sitta cinnamoventris) |
|  |                                             |
|  | Trèo cây Myanmar (Sitta neglecta)           |
|  |                                             |

|  | Trèo cây Ấn Độ (Sitta castanea)                                                                                   |
|  | |
|  | \| \| Trèo cây bụng nâu dẻ (Sitta cinnamoventris) \| \| \| \| \| \| Trèo cây Myanmar (Sitta neglecta) \| \| \| \| |
|  | |
|  | Trèo cây bụng nâu dẻ (Sitta cinnamoventris)                                                                       |
|  | |
|  | Trèo cây Myanmar (Sitta neglecta)                                                                                 |
|  | |

|  | Trèo cây bụng nâu dẻ (Sitta cinnamoventris) |
|  |                                             |
|  | Trèo cây Myanmar (Sitta neglecta)           |
|  |                                             |

|  | Trèo cây Ấn Độ (Sitta castanea)                                                                                   |
|  | |
|  | \| \| Trèo cây bụng nâu dẻ (Sitta cinnamoventris) \| \| \| \| \| \| Trèo cây Myanmar (Sitta neglecta) \| \| \| \| |
|  | |
|  | Trèo cây bụng nâu dẻ (Sitta cinnamoventris)                                                                       |
|  | |
|  | Trèo cây Myanmar (Sitta neglecta)                                                                                 |
|  | |

|  | Trèo cây bụng nâu dẻ (Sitta cinnamoventris) |
|  |                                             |
|  | Trèo cây Myanmar (Sitta neglecta)           |
|  |                                             |

|  | Trèo cây Ấn Độ (Sitta castanea)                                                                                   |
|  | |
|  | \| \| Trèo cây bụng nâu dẻ (Sitta cinnamoventris) \| \| \| \| \| \| Trèo cây Myanmar (Sitta neglecta) \| \| \| \| |
|  | |
|  | Trèo cây bụng nâu dẻ (Sitta cinnamoventris)                                                                       |
|  | |
|  | Trèo cây Myanmar (Sitta neglecta)                                                                                 |
|  | |

|  | Trèo cây bụng nâu dẻ (Sitta cinnamoventris) |
|  |                                             |
|  | Trèo cây Myanmar (Sitta neglecta)           |
|  |                                             |

|  | Trèo cây núi đá miền Tây (Sitta neumayer)    |
|  |                                              |
|  | Trèo cây núi đá miền Đông (Sitta tephronota) |
|  |                                              |

|  | Trèo cây mày trắng (Sitta victoriae)   |
|  |                                        |
|  | Trèo cây Himalaya (Sitta himalayensis) |
|  |                                        |

|  | Trèo cây Ấn Độ (Sitta castanea)                                                                                   |
|  | |
|  | \| \| Trèo cây bụng nâu dẻ (Sitta cinnamoventris) \| \| \| \| \| \| Trèo cây Myanmar (Sitta neglecta) \| \| \| \| |
|  | |
|  | Trèo cây bụng nâu dẻ (Sitta cinnamoventris)                                                                       |
|  | |
|  | Trèo cây Myanmar (Sitta neglecta)                                                                                 |
|  | |

|  | Trèo cây bụng nâu dẻ (Sitta cinnamoventris) |
|  |                                             |
|  | Trèo cây Myanmar (Sitta neglecta)           |
|  |                                             |

|  | Trèo cây Ấn Độ (Sitta castanea)                                                                                   |
|  | |
|  | \| \| Trèo cây bụng nâu dẻ (Sitta cinnamoventris) \| \| \| \| \| \| Trèo cây Myanmar (Sitta neglecta) \| \| \| \| |
|  | |
|  | Trèo cây bụng nâu dẻ (Sitta cinnamoventris)                                                                       |
|  | |
|  | Trèo cây Myanmar (Sitta neglecta)                                                                                 |
|  | |

|  | Trèo cây bụng nâu dẻ (Sitta cinnamoventris) |
|  |                                             |
|  | Trèo cây Myanmar (Sitta neglecta)           |
|  |                                             |

|  | Trèo cây Ấn Độ (Sitta castanea)                                                                                   |
|  | |
|  | \| \| Trèo cây bụng nâu dẻ (Sitta cinnamoventris) \| \| \| \| \| \| Trèo cây Myanmar (Sitta neglecta) \| \| \| \| |
|  | |
|  | Trèo cây bụng nâu dẻ (Sitta cinnamoventris)                                                                       |
|  | |
|  | Trèo cây Myanmar (Sitta neglecta)                                                                                 |
|  | |

|  | Trèo cây bụng nâu dẻ (Sitta cinnamoventris) |
|  |                                             |
|  | Trèo cây Myanmar (Sitta neglecta)           |
|  |                                             |

|  | Trèo cây Ấn Độ (Sitta castanea)                                                                                   |
|  | |
|  | \| \| Trèo cây bụng nâu dẻ (Sitta cinnamoventris) \| \| \| \| \| \| Trèo cây Myanmar (Sitta neglecta) \| \| \| \| |
|  | |
|  | Trèo cây bụng nâu dẻ (Sitta cinnamoventris)                                                                       |
|  | |
|  | Trèo cây Myanmar (Sitta neglecta)                                                                                 |
|  | |

|  | Trèo cây bụng nâu dẻ (Sitta cinnamoventris) |
|  |                                             |
|  | Trèo cây Myanmar (Sitta neglecta)           |
|  |                                             |

|  | Trèo cây Ấn Độ (Sitta castanea)                                                                                   |
|  | |
|  | \| \| Trèo cây bụng nâu dẻ (Sitta cinnamoventris) \| \| \| \| \| \| Trèo cây Myanmar (Sitta neglecta) \| \| \| \| |
|  | |
|  | Trèo cây bụng nâu dẻ (Sitta cinnamoventris)                                                                       |
|  | |
|  | Trèo cây Myanmar (Sitta neglecta)                                                                                 |
|  | |

|  | Trèo cây bụng nâu dẻ (Sitta cinnamoventris) |
|  |                                             |
|  | Trèo cây Myanmar (Sitta neglecta)           |
|  |                                             |

|  | Trèo cây Ấn Độ (Sitta castanea)                                                                                   |
|  | |
|  | \| \| Trèo cây bụng nâu dẻ (Sitta cinnamoventris) \| \| \| \| \| \| Trèo cây Myanmar (Sitta neglecta) \| \| \| \| |
|  | |
|  | Trèo cây bụng nâu dẻ (Sitta cinnamoventris)                                                                       |
|  | |
|  | Trèo cây Myanmar (Sitta neglecta)                                                                                 |
|  | |

|  | Trèo cây bụng nâu dẻ (Sitta cinnamoventris) |
|  |                                             |
|  | Trèo cây Myanmar (Sitta neglecta)           |
|  |                                             |

|  | Trèo cây Ấn Độ (Sitta castanea)                                                                                   |
|  | |
|  | \| \| Trèo cây bụng nâu dẻ (Sitta cinnamoventris) \| \| \| \| \| \| Trèo cây Myanmar (Sitta neglecta) \| \| \| \| |
|  | |
|  | Trèo cây bụng nâu dẻ (Sitta cinnamoventris)                                                                       |
|  | |
|  | Trèo cây Myanmar (Sitta neglecta)                                                                                 |
|  | |

|  | Trèo cây bụng nâu dẻ (Sitta cinnamoventris) |
|  |                                             |
|  | Trèo cây Myanmar (Sitta neglecta)           |
|  |                                             |

|  | Trèo cây Ấn Độ (Sitta castanea)                                                                                   |
|  | |
|  | \| \| Trèo cây bụng nâu dẻ (Sitta cinnamoventris) \| \| \| \| \| \| Trèo cây Myanmar (Sitta neglecta) \| \| \| \| |
|  | |
|  | Trèo cây bụng nâu dẻ (Sitta cinnamoventris)                                                                       |
|  | |
|  | Trèo cây Myanmar (Sitta neglecta)                                                                                 |
|  | |

|  | Trèo cây bụng nâu dẻ (Sitta cinnamoventris) |
|  |                                             |
|  | Trèo cây Myanmar (Sitta neglecta)           |
|  |                                             |

|  | Trèo cây mày trắng (Sitta victoriae)   |
|  |                                        |
|  | Trèo cây Himalaya (Sitta himalayensis) |
|  |                                        |

|  | Trèo cây Ấn Độ (Sitta castanea)                                                                                   |
|  | |
|  | \| \| Trèo cây bụng nâu dẻ (Sitta cinnamoventris) \| \| \| \| \| \| Trèo cây Myanmar (Sitta neglecta) \| \| \| \| |
|  | |
|  | Trèo cây bụng nâu dẻ (Sitta cinnamoventris)                                                                       |
|  | |
|  | Trèo cây Myanmar (Sitta neglecta)                                                                                 |
|  | |

|  | Trèo cây bụng nâu dẻ (Sitta cinnamoventris) |
|  |                                             |
|  | Trèo cây Myanmar (Sitta neglecta)           |
|  |                                             |

|  | Trèo cây Ấn Độ (Sitta castanea)                                                                                   |
|  | |
|  | \| \| Trèo cây bụng nâu dẻ (Sitta cinnamoventris) \| \| \| \| \| \| Trèo cây Myanmar (Sitta neglecta) \| \| \| \| |
|  | |
|  | Trèo cây bụng nâu dẻ (Sitta cinnamoventris)                                                                       |
|  | |
|  | Trèo cây Myanmar (Sitta neglecta)                                                                                 |
|  | |

|  | Trèo cây bụng nâu dẻ (Sitta cinnamoventris) |
|  |                                             |
|  | Trèo cây Myanmar (Sitta neglecta)           |
|  |                                             |

|  | Trèo cây Ấn Độ (Sitta castanea)                                                                                   |
|  | |
|  | \| \| Trèo cây bụng nâu dẻ (Sitta cinnamoventris) \| \| \| \| \| \| Trèo cây Myanmar (Sitta neglecta) \| \| \| \| |
|  | |
|  | Trèo cây bụng nâu dẻ (Sitta cinnamoventris)                                                                       |
|  | |
|  | Trèo cây Myanmar (Sitta neglecta)                                                                                 |
|  | |

|  | Trèo cây bụng nâu dẻ (Sitta cinnamoventris) |
|  |                                             |
|  | Trèo cây Myanmar (Sitta neglecta)           |
|  |                                             |

|  | Trèo cây Ấn Độ (Sitta castanea)                                                                                   |
|  | |
|  | \| \| Trèo cây bụng nâu dẻ (Sitta cinnamoventris) \| \| \| \| \| \| Trèo cây Myanmar (Sitta neglecta) \| \| \| \| |
|  | |
|  | Trèo cây bụng nâu dẻ (Sitta cinnamoventris)                                                                       |
|  | |
|  | Trèo cây Myanmar (Sitta neglecta)                                                                                 |
|  | |

|  | Trèo cây bụng nâu dẻ (Sitta cinnamoventris) |
|  |                                             |
|  | Trèo cây Myanmar (Sitta neglecta)           |
|  |                                             |

|  | Trèo cây Ấn Độ (Sitta castanea)                                                                                   |
|  | |
|  | \| \| Trèo cây bụng nâu dẻ (Sitta cinnamoventris) \| \| \| \| \| \| Trèo cây Myanmar (Sitta neglecta) \| \| \| \| |
|  | |
|  | Trèo cây bụng nâu dẻ (Sitta cinnamoventris)                                                                       |
|  | |
|  | Trèo cây Myanmar (Sitta neglecta)                                                                                 |
|  | |

|  | Trèo cây bụng nâu dẻ (Sitta cinnamoventris) |
|  |                                             |
|  | Trèo cây Myanmar (Sitta neglecta)           |
|  |                                             |

|  | Trèo cây Ấn Độ (Sitta castanea)                                                                                   |
|  | |
|  | \| \| Trèo cây bụng nâu dẻ (Sitta cinnamoventris) \| \| \| \| \| \| Trèo cây Myanmar (Sitta neglecta) \| \| \| \| |
|  | |
|  | Trèo cây bụng nâu dẻ (Sitta cinnamoventris)                                                                       |
|  | |
|  | Trèo cây Myanmar (Sitta neglecta)                                                                                 |
|  | |

|  | Trèo cây bụng nâu dẻ (Sitta cinnamoventris) |
|  |                                             |
|  | Trèo cây Myanmar (Sitta neglecta)           |
|  |                                             |

|  | Trèo cây Ấn Độ (Sitta castanea)                                                                                   |
|  | |
|  | \| \| Trèo cây bụng nâu dẻ (Sitta cinnamoventris) \| \| \| \| \| \| Trèo cây Myanmar (Sitta neglecta) \| \| \| \| |
|  | |
|  | Trèo cây bụng nâu dẻ (Sitta cinnamoventris)                                                                       |
|  | |
|  | Trèo cây Myanmar (Sitta neglecta)                                                                                 |
|  | |

|  | Trèo cây bụng nâu dẻ (Sitta cinnamoventris) |
|  |                                             |
|  | Trèo cây Myanmar (Sitta neglecta)           |
|  |                                             |

|  | Trèo cây Ấn Độ (Sitta castanea)                                                                                   |
|  | |
|  | \| \| Trèo cây bụng nâu dẻ (Sitta cinnamoventris) \| \| \| \| \| \| Trèo cây Myanmar (Sitta neglecta) \| \| \| \| |
|  | |
|  | Trèo cây bụng nâu dẻ (Sitta cinnamoventris)                                                                       |
|  | |
|  | Trèo cây Myanmar (Sitta neglecta)                                                                                 |
|  | |

|  | Trèo cây bụng nâu dẻ (Sitta cinnamoventris) |
|  |                                             |
|  | Trèo cây Myanmar (Sitta neglecta)           |
|  |                                             |

|  | Trèo cây mày trắng (Sitta victoriae)   |
|  |                                        |
|  | Trèo cây Himalaya (Sitta himalayensis) |
|  |                                        |

|  | Trèo cây Ấn Độ (Sitta castanea)                                                                                   |
|  | |
|  | \| \| Trèo cây bụng nâu dẻ (Sitta cinnamoventris) \| \| \| \| \| \| Trèo cây Myanmar (Sitta neglecta) \| \| \| \| |
|  | |
|  | Trèo cây bụng nâu dẻ (Sitta cinnamoventris)                                                                       |
|  | |
|  | Trèo cây Myanmar (Sitta neglecta)                                                                                 |
|  | |

|  | Trèo cây bụng nâu dẻ (Sitta cinnamoventris) |
|  |                                             |
|  | Trèo cây Myanmar (Sitta neglecta)           |
|  |                                             |

|  | Trèo cây Ấn Độ (Sitta castanea)                                                                                   |
|  | |
|  | \| \| Trèo cây bụng nâu dẻ (Sitta cinnamoventris) \| \| \| \| \| \| Trèo cây Myanmar (Sitta neglecta) \| \| \| \| |
|  | |
|  | Trèo cây bụng nâu dẻ (Sitta cinnamoventris)                                                                       |
|  | |
|  | Trèo cây Myanmar (Sitta neglecta)                                                                                 |
|  | |

|  | Trèo cây bụng nâu dẻ (Sitta cinnamoventris) |
|  |                                             |
|  | Trèo cây Myanmar (Sitta neglecta)           |
|  |                                             |

|  | Trèo cây Ấn Độ (Sitta castanea)                                                                                   |
|  | |
|  | \| \| Trèo cây bụng nâu dẻ (Sitta cinnamoventris) \| \| \| \| \| \| Trèo cây Myanmar (Sitta neglecta) \| \| \| \| |
|  | |
|  | Trèo cây bụng nâu dẻ (Sitta cinnamoventris)                                                                       |
|  | |
|  | Trèo cây Myanmar (Sitta neglecta)                                                                                 |
|  | |

|  | Trèo cây bụng nâu dẻ (Sitta cinnamoventris) |
|  |                                             |
|  | Trèo cây Myanmar (Sitta neglecta)           |
|  |                                             |

|  | Trèo cây Ấn Độ (Sitta castanea)                                                                                   |
|  | |
|  | \| \| Trèo cây bụng nâu dẻ (Sitta cinnamoventris) \| \| \| \| \| \| Trèo cây Myanmar (Sitta neglecta) \| \| \| \| |
|  | |
|  | Trèo cây bụng nâu dẻ (Sitta cinnamoventris)                                                                       |
|  | |
|  | Trèo cây Myanmar (Sitta neglecta)                                                                                 |
|  | |

|  | Trèo cây bụng nâu dẻ (Sitta cinnamoventris) |
|  |                                             |
|  | Trèo cây Myanmar (Sitta neglecta)           |
|  |                                             |

|  | Trèo cây Ấn Độ (Sitta castanea)                                                                                   |
|  | |
|  | \| \| Trèo cây bụng nâu dẻ (Sitta cinnamoventris) \| \| \| \| \| \| Trèo cây Myanmar (Sitta neglecta) \| \| \| \| |
|  | |
|  | Trèo cây bụng nâu dẻ (Sitta cinnamoventris)                                                                       |
|  | |
|  | Trèo cây Myanmar (Sitta neglecta)                                                                                 |
|  | |

|  | Trèo cây bụng nâu dẻ (Sitta cinnamoventris) |
|  |                                             |
|  | Trèo cây Myanmar (Sitta neglecta)           |
|  |                                             |

|  | Trèo cây Ấn Độ (Sitta castanea)                                                                                   |
|  | |
|  | \| \| Trèo cây bụng nâu dẻ (Sitta cinnamoventris) \| \| \| \| \| \| Trèo cây Myanmar (Sitta neglecta) \| \| \| \| |
|  | |
|  | Trèo cây bụng nâu dẻ (Sitta cinnamoventris)                                                                       |
|  | |
|  | Trèo cây Myanmar (Sitta neglecta)                                                                                 |
|  | |

|  | Trèo cây bụng nâu dẻ (Sitta cinnamoventris) |
|  |                                             |
|  | Trèo cây Myanmar (Sitta neglecta)           |
|  |                                             |

|  | Trèo cây Ấn Độ (Sitta castanea)                                                                                   |
|  | |
|  | \| \| Trèo cây bụng nâu dẻ (Sitta cinnamoventris) \| \| \| \| \| \| Trèo cây Myanmar (Sitta neglecta) \| \| \| \| |
|  | |
|  | Trèo cây bụng nâu dẻ (Sitta cinnamoventris)                                                                       |
|  | |
|  | Trèo cây Myanmar (Sitta neglecta)                                                                                 |
|  | |

|  | Trèo cây bụng nâu dẻ (Sitta cinnamoventris) |
|  |                                             |
|  | Trèo cây Myanmar (Sitta neglecta)           |
|  |                                             |

|  | Trèo cây Ấn Độ (Sitta castanea)                                                                                   |
|  | |
|  | \| \| Trèo cây bụng nâu dẻ (Sitta cinnamoventris) \| \| \| \| \| \| Trèo cây Myanmar (Sitta neglecta) \| \| \| \| |
|  | |
|  | Trèo cây bụng nâu dẻ (Sitta cinnamoventris)                                                                       |
|  | |
|  | Trèo cây Myanmar (Sitta neglecta)                                                                                 |
|  | |

|  | Trèo cây bụng nâu dẻ (Sitta cinnamoventris) |
|  |                                             |
|  | Trèo cây Myanmar (Sitta neglecta)           |
|  |                                             |

|  | Trèo cây mày trắng (Sitta victoriae)   |
|  |                                        |
|  | Trèo cây Himalaya (Sitta himalayensis) |
|  |                                        |

|  | Trèo cây Ấn Độ (Sitta castanea)                                                                                   |
|  | |
|  | \| \| Trèo cây bụng nâu dẻ (Sitta cinnamoventris) \| \| \| \| \| \| Trèo cây Myanmar (Sitta neglecta) \| \| \| \| |
|  | |
|  | Trèo cây bụng nâu dẻ (Sitta cinnamoventris)                                                                       |
|  | |
|  | Trèo cây Myanmar (Sitta neglecta)                                                                                 |
|  | |

|  | Trèo cây bụng nâu dẻ (Sitta cinnamoventris) |
|  |                                             |
|  | Trèo cây Myanmar (Sitta neglecta)           |
|  |                                             |

|  | Trèo cây Ấn Độ (Sitta castanea)                                                                                   |
|  | |
|  | \| \| Trèo cây bụng nâu dẻ (Sitta cinnamoventris) \| \| \| \| \| \| Trèo cây Myanmar (Sitta neglecta) \| \| \| \| |
|  | |
|  | Trèo cây bụng nâu dẻ (Sitta cinnamoventris)                                                                       |
|  | |
|  | Trèo cây Myanmar (Sitta neglecta)                                                                                 |
|  | |

|  | Trèo cây bụng nâu dẻ (Sitta cinnamoventris) |
|  |                                             |
|  | Trèo cây Myanmar (Sitta neglecta)           |
|  |                                             |

|  | Trèo cây Ấn Độ (Sitta castanea)                                                                                   |
|  | |
|  | \| \| Trèo cây bụng nâu dẻ (Sitta cinnamoventris) \| \| \| \| \| \| Trèo cây Myanmar (Sitta neglecta) \| \| \| \| |
|  | |
|  | Trèo cây bụng nâu dẻ (Sitta cinnamoventris)                                                                       |
|  | |
|  | Trèo cây Myanmar (Sitta neglecta)                                                                                 |
|  | |

|  | Trèo cây bụng nâu dẻ (Sitta cinnamoventris) |
|  |                                             |
|  | Trèo cây Myanmar (Sitta neglecta)           |
|  |                                             |

|  | Trèo cây Ấn Độ (Sitta castanea)                                                                                   |
|  | |
|  | \| \| Trèo cây bụng nâu dẻ (Sitta cinnamoventris) \| \| \| \| \| \| Trèo cây Myanmar (Sitta neglecta) \| \| \| \| |
|  | |
|  | Trèo cây bụng nâu dẻ (Sitta cinnamoventris)                                                                       |
|  | |
|  | Trèo cây Myanmar (Sitta neglecta)                                                                                 |
|  | |

|  | Trèo cây bụng nâu dẻ (Sitta cinnamoventris) |
|  |                                             |
|  | Trèo cây Myanmar (Sitta neglecta)           |
|  |                                             |

|  | Trèo cây Ấn Độ (Sitta castanea)                                                                                   |
|  | |
|  | \| \| Trèo cây bụng nâu dẻ (Sitta cinnamoventris) \| \| \| \| \| \| Trèo cây Myanmar (Sitta neglecta) \| \| \| \| |
|  | |
|  | Trèo cây bụng nâu dẻ (Sitta cinnamoventris)                                                                       |
|  | |
|  | Trèo cây Myanmar (Sitta neglecta)                                                                                 |
|  | |

|  | Trèo cây bụng nâu dẻ (Sitta cinnamoventris) |
|  |                                             |
|  | Trèo cây Myanmar (Sitta neglecta)           |
|  |                                             |

|  | Trèo cây Ấn Độ (Sitta castanea)                                                                                   |
|  | |
|  | \| \| Trèo cây bụng nâu dẻ (Sitta cinnamoventris) \| \| \| \| \| \| Trèo cây Myanmar (Sitta neglecta) \| \| \| \| |
|  | |
|  | Trèo cây bụng nâu dẻ (Sitta cinnamoventris)                                                                       |
|  | |
|  | Trèo cây Myanmar (Sitta neglecta)                                                                                 |
|  | |

|  | Trèo cây bụng nâu dẻ (Sitta cinnamoventris) |
|  |                                             |
|  | Trèo cây Myanmar (Sitta neglecta)           |
|  |                                             |

|  | Trèo cây Ấn Độ (Sitta castanea)                                                                                   |
|  | |
|  | \| \| Trèo cây bụng nâu dẻ (Sitta cinnamoventris) \| \| \| \| \| \| Trèo cây Myanmar (Sitta neglecta) \| \| \| \| |
|  | |
|  | Trèo cây bụng nâu dẻ (Sitta cinnamoventris)                                                                       |
|  | |
|  | Trèo cây Myanmar (Sitta neglecta)                                                                                 |
|  | |

|  | Trèo cây bụng nâu dẻ (Sitta cinnamoventris) |
|  |                                             |
|  | Trèo cây Myanmar (Sitta neglecta)           |
|  |                                             |

|  | Trèo cây Ấn Độ (Sitta castanea)                                                                                   |
|  | |
|  | \| \| Trèo cây bụng nâu dẻ (Sitta cinnamoventris) \| \| \| \| \| \| Trèo cây Myanmar (Sitta neglecta) \| \| \| \| |
|  | |
|  | Trèo cây bụng nâu dẻ (Sitta cinnamoventris)                                                                       |
|  | |
|  | Trèo cây Myanmar (Sitta neglecta)                                                                                 |
|  | |

|  | Trèo cây bụng nâu dẻ (Sitta cinnamoventris) |
|  |                                             |
|  | Trèo cây Myanmar (Sitta neglecta)           |
|  |                                             |

|  | Trèo cây núi đá miền Tây (Sitta neumayer)    |
|  |                                              |
|  | Trèo cây núi đá miền Đông (Sitta tephronota) |
|  |                                              |

|  | Trèo cây mày trắng (Sitta victoriae)   |
|  |                                        |
|  | Trèo cây Himalaya (Sitta himalayensis) |
|  |                                        |

|  | Trèo cây Ấn Độ (Sitta castanea)                                                                                   |
|  | |
|  | \| \| Trèo cây bụng nâu dẻ (Sitta cinnamoventris) \| \| \| \| \| \| Trèo cây Myanmar (Sitta neglecta) \| \| \| \| |
|  | |
|  | Trèo cây bụng nâu dẻ (Sitta cinnamoventris)                                                                       |
|  | |
|  | Trèo cây Myanmar (Sitta neglecta)                                                                                 |
|  | |

|  | Trèo cây bụng nâu dẻ (Sitta cinnamoventris) |
|  |                                             |
|  | Trèo cây Myanmar (Sitta neglecta)           |
|  |                                             |

|  | Trèo cây Ấn Độ (Sitta castanea)                                                                                   |
|  | |
|  | \| \| Trèo cây bụng nâu dẻ (Sitta cinnamoventris) \| \| \| \| \| \| Trèo cây Myanmar (Sitta neglecta) \| \| \| \| |
|  | |
|  | Trèo cây bụng nâu dẻ (Sitta cinnamoventris)                                                                       |
|  | |
|  | Trèo cây Myanmar (Sitta neglecta)                                                                                 |
|  | |

|  | Trèo cây bụng nâu dẻ (Sitta cinnamoventris) |
|  |                                             |
|  | Trèo cây Myanmar (Sitta neglecta)           |
|  |                                             |

|  | Trèo cây Ấn Độ (Sitta castanea)                                                                                   |
|  | |
|  | \| \| Trèo cây bụng nâu dẻ (Sitta cinnamoventris) \| \| \| \| \| \| Trèo cây Myanmar (Sitta neglecta) \| \| \| \| |
|  | |
|  | Trèo cây bụng nâu dẻ (Sitta cinnamoventris)                                                                       |
|  | |
|  | Trèo cây Myanmar (Sitta neglecta)                                                                                 |
|  | |

|  | Trèo cây bụng nâu dẻ (Sitta cinnamoventris) |
|  |                                             |
|  | Trèo cây Myanmar (Sitta neglecta)           |
|  |                                             |

|  | Trèo cây Ấn Độ (Sitta castanea)                                                                                   |
|  | |
|  | \| \| Trèo cây bụng nâu dẻ (Sitta cinnamoventris) \| \| \| \| \| \| Trèo cây Myanmar (Sitta neglecta) \| \| \| \| |
|  | |
|  | Trèo cây bụng nâu dẻ (Sitta cinnamoventris)                                                                       |
|  | |
|  | Trèo cây Myanmar (Sitta neglecta)                                                                                 |
|  | |

|  | Trèo cây bụng nâu dẻ (Sitta cinnamoventris) |
|  |                                             |
|  | Trèo cây Myanmar (Sitta neglecta)           |
|  |                                             |

|  | Trèo cây Ấn Độ (Sitta castanea)                                                                                   |
|  | |
|  | \| \| Trèo cây bụng nâu dẻ (Sitta cinnamoventris) \| \| \| \| \| \| Trèo cây Myanmar (Sitta neglecta) \| \| \| \| |
|  | |
|  | Trèo cây bụng nâu dẻ (Sitta cinnamoventris)                                                                       |
|  | |
|  | Trèo cây Myanmar (Sitta neglecta)                                                                                 |
|  | |

|  | Trèo cây bụng nâu dẻ (Sitta cinnamoventris) |
|  |                                             |
|  | Trèo cây Myanmar (Sitta neglecta)           |
|  |                                             |

|  | Trèo cây Ấn Độ (Sitta castanea)                                                                                   |
|  | |
|  | \| \| Trèo cây bụng nâu dẻ (Sitta cinnamoventris) \| \| \| \| \| \| Trèo cây Myanmar (Sitta neglecta) \| \| \| \| |
|  | |
|  | Trèo cây bụng nâu dẻ (Sitta cinnamoventris)                                                                       |
|  | |
|  | Trèo cây Myanmar (Sitta neglecta)                                                                                 |
|  | |

|  | Trèo cây bụng nâu dẻ (Sitta cinnamoventris) |
|  |                                             |
|  | Trèo cây Myanmar (Sitta neglecta)           |
|  |                                             |

|  | Trèo cây Ấn Độ (Sitta castanea)                                                                                   |
|  | |
|  | \| \| Trèo cây bụng nâu dẻ (Sitta cinnamoventris) \| \| \| \| \| \| Trèo cây Myanmar (Sitta neglecta) \| \| \| \| |
|  | |
|  | Trèo cây bụng nâu dẻ (Sitta cinnamoventris)                                                                       |
|  | |
|  | Trèo cây Myanmar (Sitta neglecta)                                                                                 |
|  | |

|  | Trèo cây bụng nâu dẻ (Sitta cinnamoventris) |
|  |                                             |
|  | Trèo cây Myanmar (Sitta neglecta)           |
|  |                                             |

|  | Trèo cây Ấn Độ (Sitta castanea)                                                                                   |
|  | |
|  | \| \| Trèo cây bụng nâu dẻ (Sitta cinnamoventris) \| \| \| \| \| \| Trèo cây Myanmar (Sitta neglecta) \| \| \| \| |
|  | |
|  | Trèo cây bụng nâu dẻ (Sitta cinnamoventris)                                                                       |
|  | |
|  | Trèo cây Myanmar (Sitta neglecta)                                                                                 |
|  | |

|  | Trèo cây bụng nâu dẻ (Sitta cinnamoventris) |
|  |                                             |
|  | Trèo cây Myanmar (Sitta neglecta)           |
|  |                                             |

|  | Trèo cây mày trắng (Sitta victoriae)   |
|  |                                        |
|  | Trèo cây Himalaya (Sitta himalayensis) |
|  |                                        |

|  | Trèo cây Ấn Độ (Sitta castanea)                                                                                   |
|  | |
|  | \| \| Trèo cây bụng nâu dẻ (Sitta cinnamoventris) \| \| \| \| \| \| Trèo cây Myanmar (Sitta neglecta) \| \| \| \| |
|  | |
|  | Trèo cây bụng nâu dẻ (Sitta cinnamoventris)                                                                       |
|  | |
|  | Trèo cây Myanmar (Sitta neglecta)                                                                                 |
|  | |

|  | Trèo cây bụng nâu dẻ (Sitta cinnamoventris) |
|  |                                             |
|  | Trèo cây Myanmar (Sitta neglecta)           |
|  |                                             |

|  | Trèo cây Ấn Độ (Sitta castanea)                                                                                   |
|  | |
|  | \| \| Trèo cây bụng nâu dẻ (Sitta cinnamoventris) \| \| \| \| \| \| Trèo cây Myanmar (Sitta neglecta) \| \| \| \| |
|  | |
|  | Trèo cây bụng nâu dẻ (Sitta cinnamoventris)                                                                       |
|  | |
|  | Trèo cây Myanmar (Sitta neglecta)                                                                                 |
|  | |

|  | Trèo cây bụng nâu dẻ (Sitta cinnamoventris) |
|  |                                             |
|  | Trèo cây Myanmar (Sitta neglecta)           |
|  |                                             |

|  | Trèo cây Ấn Độ (Sitta castanea)                                                                                   |
|  | |
|  | \| \| Trèo cây bụng nâu dẻ (Sitta cinnamoventris) \| \| \| \| \| \| Trèo cây Myanmar (Sitta neglecta) \| \| \| \| |
|  | |
|  | Trèo cây bụng nâu dẻ (Sitta cinnamoventris)                                                                       |
|  | |
|  | Trèo cây Myanmar (Sitta neglecta)                                                                                 |
|  | |

|  | Trèo cây bụng nâu dẻ (Sitta cinnamoventris) |
|  |                                             |
|  | Trèo cây Myanmar (Sitta neglecta)           |
|  |                                             |

|  | Trèo cây Ấn Độ (Sitta castanea)                                                                                   |
|  | |
|  | \| \| Trèo cây bụng nâu dẻ (Sitta cinnamoventris) \| \| \| \| \| \| Trèo cây Myanmar (Sitta neglecta) \| \| \| \| |
|  | |
|  | Trèo cây bụng nâu dẻ (Sitta cinnamoventris)                                                                       |
|  | |
|  | Trèo cây Myanmar (Sitta neglecta)                                                                                 |
|  | |

|  | Trèo cây bụng nâu dẻ (Sitta cinnamoventris) |
|  |                                             |
|  | Trèo cây Myanmar (Sitta neglecta)           |
|  |                                             |

|  | Trèo cây Ấn Độ (Sitta castanea)                                                                                   |
|  | |
|  | \| \| Trèo cây bụng nâu dẻ (Sitta cinnamoventris) \| \| \| \| \| \| Trèo cây Myanmar (Sitta neglecta) \| \| \| \| |
|  | |
|  | Trèo cây bụng nâu dẻ (Sitta cinnamoventris)                                                                       |
|  | |
|  | Trèo cây Myanmar (Sitta neglecta)                                                                                 |
|  | |

|  | Trèo cây bụng nâu dẻ (Sitta cinnamoventris) |
|  |                                             |
|  | Trèo cây Myanmar (Sitta neglecta)           |
|  |                                             |

|  | Trèo cây Ấn Độ (Sitta castanea)                                                                                   |
|  | |
|  | \| \| Trèo cây bụng nâu dẻ (Sitta cinnamoventris) \| \| \| \| \| \| Trèo cây Myanmar (Sitta neglecta) \| \| \| \| |
|  | |
|  | Trèo cây bụng nâu dẻ (Sitta cinnamoventris)                                                                       |
|  | |
|  | Trèo cây Myanmar (Sitta neglecta)                                                                                 |
|  | |

|  | Trèo cây bụng nâu dẻ (Sitta cinnamoventris) |
|  |                                             |
|  | Trèo cây Myanmar (Sitta neglecta)           |
|  |                                             |

|  | Trèo cây Ấn Độ (Sitta castanea)                                                                                   |
|  | |
|  | \| \| Trèo cây bụng nâu dẻ (Sitta cinnamoventris) \| \| \| \| \| \| Trèo cây Myanmar (Sitta neglecta) \| \| \| \| |
|  | |
|  | Trèo cây bụng nâu dẻ (Sitta cinnamoventris)                                                                       |
|  | |
|  | Trèo cây Myanmar (Sitta neglecta)                                                                                 |
|  | |

|  | Trèo cây bụng nâu dẻ (Sitta cinnamoventris) |
|  |                                             |
|  | Trèo cây Myanmar (Sitta neglecta)           |
|  |                                             |

|  | Trèo cây Ấn Độ (Sitta castanea)                                                                                   |
|  | |
|  | \| \| Trèo cây bụng nâu dẻ (Sitta cinnamoventris) \| \| \| \| \| \| Trèo cây Myanmar (Sitta neglecta) \| \| \| \| |
|  | |
|  | Trèo cây bụng nâu dẻ (Sitta cinnamoventris)                                                                       |
|  | |
|  | Trèo cây Myanmar (Sitta neglecta)                                                                                 |
|  | |

|  | Trèo cây bụng nâu dẻ (Sitta cinnamoventris) |
|  |                                             |
|  | Trèo cây Myanmar (Sitta neglecta)           |
|  |                                             |

|  | Trèo cây mày trắng (Sitta victoriae)   |
|  |                                        |
|  | Trèo cây Himalaya (Sitta himalayensis) |
|  |                                        |

|  | Trèo cây Ấn Độ (Sitta castanea)                                                                                   |
|  | |
|  | \| \| Trèo cây bụng nâu dẻ (Sitta cinnamoventris) \| \| \| \| \| \| Trèo cây Myanmar (Sitta neglecta) \| \| \| \| |
|  | |
|  | Trèo cây bụng nâu dẻ (Sitta cinnamoventris)                                                                       |
|  | |
|  | Trèo cây Myanmar (Sitta neglecta)                                                                                 |
|  | |

|  | Trèo cây bụng nâu dẻ (Sitta cinnamoventris) |
|  |                                             |
|  | Trèo cây Myanmar (Sitta neglecta)           |
|  |                                             |

|  | Trèo cây Ấn Độ (Sitta castanea)                                                                                   |
|  | |
|  | \| \| Trèo cây bụng nâu dẻ (Sitta cinnamoventris) \| \| \| \| \| \| Trèo cây Myanmar (Sitta neglecta) \| \| \| \| |
|  | |
|  | Trèo cây bụng nâu dẻ (Sitta cinnamoventris)                                                                       |
|  | |
|  | Trèo cây Myanmar (Sitta neglecta)                                                                                 |
|  | |

|  | Trèo cây bụng nâu dẻ (Sitta cinnamoventris) |
|  |                                             |
|  | Trèo cây Myanmar (Sitta neglecta)           |
|  |                                             |

|  | Trèo cây Ấn Độ (Sitta castanea)                                                                                   |
|  | |
|  | \| \| Trèo cây bụng nâu dẻ (Sitta cinnamoventris) \| \| \| \| \| \| Trèo cây Myanmar (Sitta neglecta) \| \| \| \| |
|  | |
|  | Trèo cây bụng nâu dẻ (Sitta cinnamoventris)                                                                       |
|  | |
|  | Trèo cây Myanmar (Sitta neglecta)                                                                                 |
|  | |

|  | Trèo cây bụng nâu dẻ (Sitta cinnamoventris) |
|  |                                             |
|  | Trèo cây Myanmar (Sitta neglecta)           |
|  |                                             |

|  | Trèo cây Ấn Độ (Sitta castanea)                                                                                   |
|  | |
|  | \| \| Trèo cây bụng nâu dẻ (Sitta cinnamoventris) \| \| \| \| \| \| Trèo cây Myanmar (Sitta neglecta) \| \| \| \| |
|  | |
|  | Trèo cây bụng nâu dẻ (Sitta cinnamoventris)                                                                       |
|  | |
|  | Trèo cây Myanmar (Sitta neglecta)                                                                                 |
|  | |

|  | Trèo cây bụng nâu dẻ (Sitta cinnamoventris) |
|  |                                             |
|  | Trèo cây Myanmar (Sitta neglecta)           |
|  |                                             |

|  | Trèo cây Ấn Độ (Sitta castanea)                                                                                   |
|  | |
|  | \| \| Trèo cây bụng nâu dẻ (Sitta cinnamoventris) \| \| \| \| \| \| Trèo cây Myanmar (Sitta neglecta) \| \| \| \| |
|  | |
|  | Trèo cây bụng nâu dẻ (Sitta cinnamoventris)                                                                       |
|  | |
|  | Trèo cây Myanmar (Sitta neglecta)                                                                                 |
|  | |

|  | Trèo cây bụng nâu dẻ (Sitta cinnamoventris) |
|  |                                             |
|  | Trèo cây Myanmar (Sitta neglecta)           |
|  |                                             |

|  | Trèo cây Ấn Độ (Sitta castanea)                                                                                   |
|  | |
|  | \| \| Trèo cây bụng nâu dẻ (Sitta cinnamoventris) \| \| \| \| \| \| Trèo cây Myanmar (Sitta neglecta) \| \| \| \| |
|  | |
|  | Trèo cây bụng nâu dẻ (Sitta cinnamoventris)                                                                       |
|  | |
|  | Trèo cây Myanmar (Sitta neglecta)                                                                                 |
|  | |

|  | Trèo cây bụng nâu dẻ (Sitta cinnamoventris) |
|  |                                             |
|  | Trèo cây Myanmar (Sitta neglecta)           |
|  |                                             |

|  | Trèo cây Ấn Độ (Sitta castanea)                                                                                   |
|  | |
|  | \| \| Trèo cây bụng nâu dẻ (Sitta cinnamoventris) \| \| \| \| \| \| Trèo cây Myanmar (Sitta neglecta) \| \| \| \| |
|  | |
|  | Trèo cây bụng nâu dẻ (Sitta cinnamoventris)                                                                       |
|  | |
|  | Trèo cây Myanmar (Sitta neglecta)                                                                                 |
|  | |

|  | Trèo cây bụng nâu dẻ (Sitta cinnamoventris) |
|  |                                             |
|  | Trèo cây Myanmar (Sitta neglecta)           |
|  |                                             |

|  | Trèo cây Ấn Độ (Sitta castanea)                                                                                   |
|  | |
|  | \| \| Trèo cây bụng nâu dẻ (Sitta cinnamoventris) \| \| \| \| \| \| Trèo cây Myanmar (Sitta neglecta) \| \| \| \| |
|  | |
|  | Trèo cây bụng nâu dẻ (Sitta cinnamoventris)                                                                       |
|  | |
|  | Trèo cây Myanmar (Sitta neglecta)                                                                                 |
|  | |

|  | Trèo cây bụng nâu dẻ (Sitta cinnamoventris) |
|  |                                             |
|  | Trèo cây Myanmar (Sitta neglecta)           |
|  |                                             |

|  | Trèo cây mày trắng (Sitta victoriae)   |
|  |                                        |
|  | Trèo cây Himalaya (Sitta himalayensis) |
|  |                                        |

|  | Trèo cây Ấn Độ (Sitta castanea)                                                                                   |
|  | |
|  | \| \| Trèo cây bụng nâu dẻ (Sitta cinnamoventris) \| \| \| \| \| \| Trèo cây Myanmar (Sitta neglecta) \| \| \| \| |
|  | |
|  | Trèo cây bụng nâu dẻ (Sitta cinnamoventris)                                                                       |
|  | |
|  | Trèo cây Myanmar (Sitta neglecta)                                                                                 |
|  | |

|  | Trèo cây bụng nâu dẻ (Sitta cinnamoventris) |
|  |                                             |
|  | Trèo cây Myanmar (Sitta neglecta)           |
|  |                                             |

|  | Trèo cây Ấn Độ (Sitta castanea)                                                                                   |
|  | |
|  | \| \| Trèo cây bụng nâu dẻ (Sitta cinnamoventris) \| \| \| \| \| \| Trèo cây Myanmar (Sitta neglecta) \| \| \| \| |
|  | |
|  | Trèo cây bụng nâu dẻ (Sitta cinnamoventris)                                                                       |
|  | |
|  | Trèo cây Myanmar (Sitta neglecta)                                                                                 |
|  | |

|  | Trèo cây bụng nâu dẻ (Sitta cinnamoventris) |
|  |                                             |
|  | Trèo cây Myanmar (Sitta neglecta)           |
|  |                                             |

|  | Trèo cây Ấn Độ (Sitta castanea)                                                                                   |
|  | |
|  | \| \| Trèo cây bụng nâu dẻ (Sitta cinnamoventris) \| \| \| \| \| \| Trèo cây Myanmar (Sitta neglecta) \| \| \| \| |
|  | |
|  | Trèo cây bụng nâu dẻ (Sitta cinnamoventris)                                                                       |
|  | |
|  | Trèo cây Myanmar (Sitta neglecta)                                                                                 |
|  | |

|  | Trèo cây bụng nâu dẻ (Sitta cinnamoventris) |
|  |                                             |
|  | Trèo cây Myanmar (Sitta neglecta)           |
|  |                                             |

|  | Trèo cây Ấn Độ (Sitta castanea)                                                                                   |
|  | |
|  | \| \| Trèo cây bụng nâu dẻ (Sitta cinnamoventris) \| \| \| \| \| \| Trèo cây Myanmar (Sitta neglecta) \| \| \| \| |
|  | |
|  | Trèo cây bụng nâu dẻ (Sitta cinnamoventris)                                                                       |
|  | |
|  | Trèo cây Myanmar (Sitta neglecta)                                                                                 |
|  | |

|  | Trèo cây bụng nâu dẻ (Sitta cinnamoventris) |
|  |                                             |
|  | Trèo cây Myanmar (Sitta neglecta)           |
|  |                                             |

|  | Trèo cây Ấn Độ (Sitta castanea)                                                                                   |
|  | |
|  | \| \| Trèo cây bụng nâu dẻ (Sitta cinnamoventris) \| \| \| \| \| \| Trèo cây Myanmar (Sitta neglecta) \| \| \| \| |
|  | |
|  | Trèo cây bụng nâu dẻ (Sitta cinnamoventris)                                                                       |
|  | |
|  | Trèo cây Myanmar (Sitta neglecta)                                                                                 |
|  | |

|  | Trèo cây bụng nâu dẻ (Sitta cinnamoventris) |
|  |                                             |
|  | Trèo cây Myanmar (Sitta neglecta)           |
|  |                                             |

|  | Trèo cây Ấn Độ (Sitta castanea)                                                                                   |
|  | |
|  | \| \| Trèo cây bụng nâu dẻ (Sitta cinnamoventris) \| \| \| \| \| \| Trèo cây Myanmar (Sitta neglecta) \| \| \| \| |
|  | |
|  | Trèo cây bụng nâu dẻ (Sitta cinnamoventris)                                                                       |
|  | |
|  | Trèo cây Myanmar (Sitta neglecta)                                                                                 |
|  | |

|  | Trèo cây bụng nâu dẻ (Sitta cinnamoventris) |
|  |                                             |
|  | Trèo cây Myanmar (Sitta neglecta)           |
|  |                                             |

|  | Trèo cây Ấn Độ (Sitta castanea)                                                                                   |
|  | |
|  | \| \| Trèo cây bụng nâu dẻ (Sitta cinnamoventris) \| \| \| \| \| \| Trèo cây Myanmar (Sitta neglecta) \| \| \| \| |
|  | |
|  | Trèo cây bụng nâu dẻ (Sitta cinnamoventris)                                                                       |
|  | |
|  | Trèo cây Myanmar (Sitta neglecta)                                                                                 |
|  | |

|  | Trèo cây bụng nâu dẻ (Sitta cinnamoventris) |
|  |                                             |
|  | Trèo cây Myanmar (Sitta neglecta)           |
|  |                                             |

|  | Trèo cây Ấn Độ (Sitta castanea)                                                                                   |
|  | |
|  | \| \| Trèo cây bụng nâu dẻ (Sitta cinnamoventris) \| \| \| \| \| \| Trèo cây Myanmar (Sitta neglecta) \| \| \| \| |
|  | |
|  | Trèo cây bụng nâu dẻ (Sitta cinnamoventris)                                                                       |
|  | |
|  | Trèo cây Myanmar (Sitta neglecta)                                                                                 |
|  | |

|  | Trèo cây bụng nâu dẻ (Sitta cinnamoventris) |
|  |                                             |
|  | Trèo cây Myanmar (Sitta neglecta)           |
|  |                                             |

### Phân loài
Trèo cây bụng hung có ba phân loài được công nhận:
- S. n. montium (La Touche, 1899), ban đầu có danh pháp là Sitta montium,[9] sống ở miền đông Tây Tạng, đông và nam Trung Quốc, Myanmar và tây bắc Thái Lan.[8]
- S. n. nagaensis (Godwin-Austen, 1874), sống ở đông bắc Ấn Độ và tây Myanmar.[8]
- S. n. grisiventris (Kinnear, 1920), ban đầu có danh pháp là Sitta europaea grisiventris khi S. n. nagaesis vẫn còn được coi là một phân loài của trèo cây Á Âu (S. europaea),[10] sống ở tây nam Myanmar, nam Lào và miền nam Việt Nam.[8]

Phân loài S. n. montium được cho có thể là kết quả của quá trình lai giữa trèo cây bụng hung và Sitta europaea sinensis, hoặc ít nhất là có thể lai giống với chúng. Điều này được cho là có thể xảy ra do các mẫu vật thu được của S. e. sinensis là hỗn hợp và có bao gồm một mẫu vật của trèo cây bụng hung. Vì những lý do này, Jean-François Voisin và các đồng nghiệp đã chỉ định một loài riêng biệt vào năm 2002 với danh pháp Sitta sinensis (Verreaux, 1871). Việc quy kết các quần thể ở tây nam Myanmar và nam Đông Dương vào cùng phân loài S. n. grisiventris, với S. n. nagaensis xen kẽ giữa các quần thể này ở phía tây Myanmar, thì dường như không thể được chấp nhận và phân loại của chúng vẫn chưa được xác minh.

## Miêu tả

### Bộ lông và các thông số

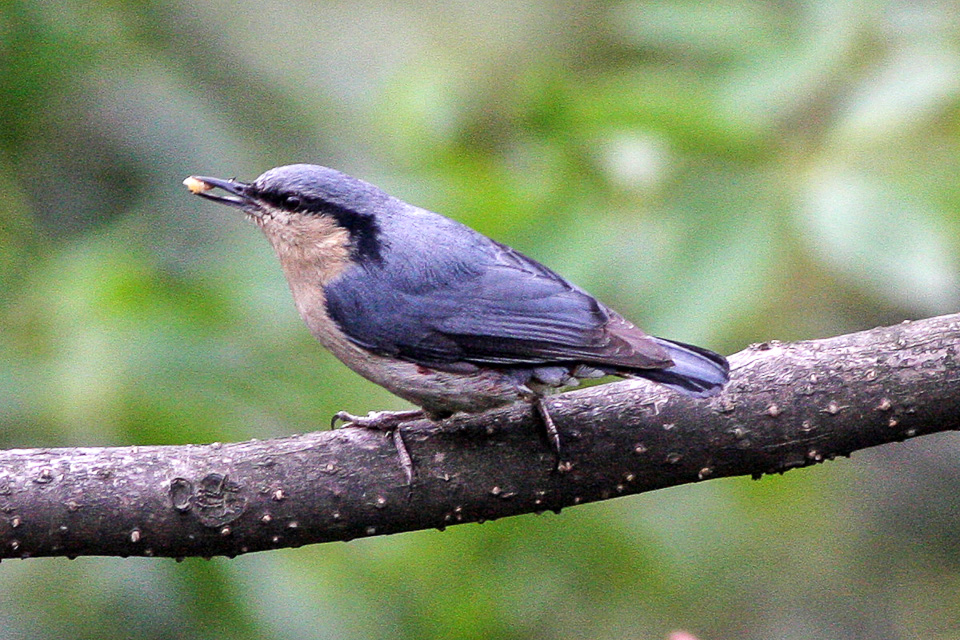
S. n. montium ở núi Wawu, Hồng Nhã, Trung Quốc

Trèo cây bụng hung là một loài trèo cây cỡ trung bình, dài 12,5–14 cm (4,9–5,5 in). Phần trên có màu xanh xám đặc từ đỉnh đầu đến đuôi, với một đường viền màu đen rõ rệt kéo dài đến gốc cánh. Phần dưới có màu xám nhạt, độ đậm của màu da bò tùy thuộc vào phân loài hoặc độ mòn của bộ lông. Hai bên sườn sau màu đỏ gạch sẫm tương phản mạnh với phần còn lại của phần dưới. Phần dưới đuôi, có thể có cùng màu tùy thuộc vào phân loài, có đường viền lớn màu trắng ở cuối lông hoặc một mảng trắng gần chóp đuôi.
Loài này không có biểu hiện dị hình giới tính rõ rệt. Hai bên sườn phía sau của con đực có màu đỏ gạch đậm, đậm hơn và ít màu cam hơn so với lông phủ đuôi dưới, trong khi hai bên sườn của con cái có màu hung, đồng màu với lông phủ đuôi dưới. Con cái cũng có phần dưới xỉn màu hơn, và con non có màu da bò hơn so với con trưởng thành có bộ lông mòn. Mống mắt có màu nâu đến nâu sẫm, mỏ có màu xám đen đến đen với phần gốc của mỏ dưới (và đôi khi là phần gốc của mỏ trên) có màu xám đá phiến hoặc xám xanh. Chân có màu nâu sẫm, xanh lục hoặc xám xanh, có móng vuốt gần như đen.
Trong ba phân loài được công nhận có các biến thể về cơ bản là thay đổi có dốc độ tùy môi trường sống. Các quần thể ở Trung Quốc (S. n. montium) có phần dưới màu da bò, nhưng phần này có màu xám xỉn hơn và thuần khiết hơn khi chúng di chuyển về phía nam trong vùng phân bố của loài. Ở Đông Bắc Ấn Độ và tây Myanmar, S. n. nagaensis có bộ lông tươi với màu da bò như S. n. montium có bộ lông mòn. Ở miền nam Việt Nam và tây nam Myanmar, S. n. grisiventris có phần dưới màu xám thuần hơn S. n. nagaensis. Con trưởng thành trải qua quá trình thay lông hoàn toàn sau mùa sinh sản, từ tháng 5 đến tháng 6, còn trước đó thì quá trình thay lông diễn ra không hoàn toàn.

### Các loài tương tự

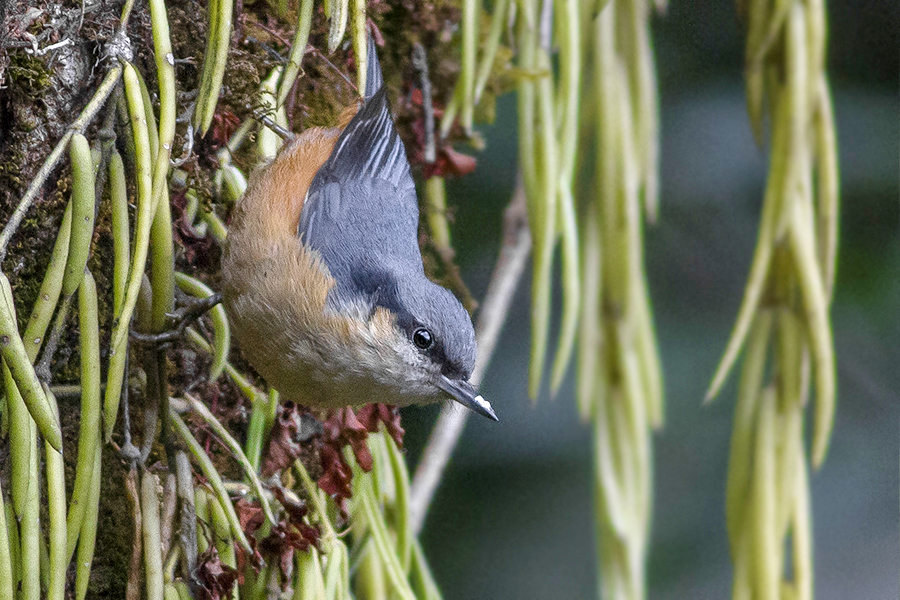
Trèo cây Himalaya (S. himalayensis) có phần dưới đồng nhất và có nhiều màu sắc hơn so với trèo cây bụng hung.

Phạm vi phân bố của trèo cây bụng hung trùng với phạm vi của trèo cây Myanmar (S. neglecta). Tuy nhiên, trèo cây bụng hung có thể dễ dàng được phân biệt qua màu sắc của phần dưới và sự thiếu tương phản giữa hai bên đầu và cổ họng, trong khi các loài khác có cằm, má và vùng mang tai có màu trắng tương phản với phần dưới có màu đỏ gạch đến nâu cam. Tuy nhiên, ở loài trèo cây bụng hung, một số cá thể có bộ lông tươi (đặc biệt là ở S. n. montium) có thể có phần dưới gần như trắng nõn như ở một số cá thể cái hoặc con non của trèo cây Myanmar. Trèo cây bụng hung có thể được nhận ra nhờ phần trên màu xanh đậm hơn, xỉn màu hơn, bởi hai bên sườn màu đỏ tương phản với màu da bò và bởi phần đuôi của nó, với các lông có viền màu đỏ tạo thành họa tiết "vảy", trong khi chúng gần như trắng đồng nhất ở trèo cây Myanmar.
Phân loài S. n. montium cũng có thể bị nhầm lẫn với phân loài S. e. sinensis của trèo cây Á Âu (S. europaea) khi chúng cùng tồn tại ở Tứ Xuyên và Phúc Kiến. Trong khi S. e. sinensis có phần dưới cam hơn, một số cá thể trèo cây Á Âu cái có thể khó phân biệt với trèo cây bụng hung ở bộ lông tươi. Hai loài này có thể được phân biệt qua tiếng kêu của chúng, khi trèo cây bụng hung không có âm dwip đặc trưng của trèo cây Á Âu. Các giống lai giữa hai loài đã được bàn luận, khi quần thể trên núi của S. e. sinensis, giống như trèo cây bụng hung, có mặt dưới xám hơn, mặt trên sẫm màu hơn và lớn hơn các cá thể ở vùng đất thấp. Tuy nhiên, trèo cây bụng hung thậm chí còn xám hơn và không có má màu trắng như trèo cây Á Âu.
Ở tây nam Trung Quốc, trèo cây bụng hung sống trong phạm vi của trèo cây Vân Nam (S. yunnanensis). Tuy nhiên, trèo cây Vân Nam nhỏ hơn, có lớp lông mày (supercilium) màu trắng và phần dưới màu trắng nhạt, trơn. Chúng không có màu nâu đỏ ở hai bên sườn. Ở đông bắc Ấn Độ và tây bắc Myanmar, trèo cây bụng hung có thể bị nhầm lẫn với trèo cây Himalaya (S. himalayensis), bởi cả hai loài đều có môi trường sống tương tự nhau. Tuy nhiên, trèo cây Himalaya có một đốm trắng ở phía trên lông bay đuôi giữa và có phần dưới màu cam nhiều hơn, nhưng hai bên sườn không có màu đỏ gạch hay phần dưới đuôi không có các đốm trắng. Trèo cây lớn (S. magna), vốn có phạm vi phân bố trùng với trèo cây bụng hung ở Ấn Độ, Myanmar, Và Thái Lan, khác với trèo cây bụng hung ở kích thước lớn hơn nhiều, có sọc ngang mắt (eyestripe) mịn hơn và có vùng quanh nhãn cầu (calotte) sáng hơn phần còn lại của vùng giữa gáy và lưng (mantle).

## Sinh thái học và hành vi

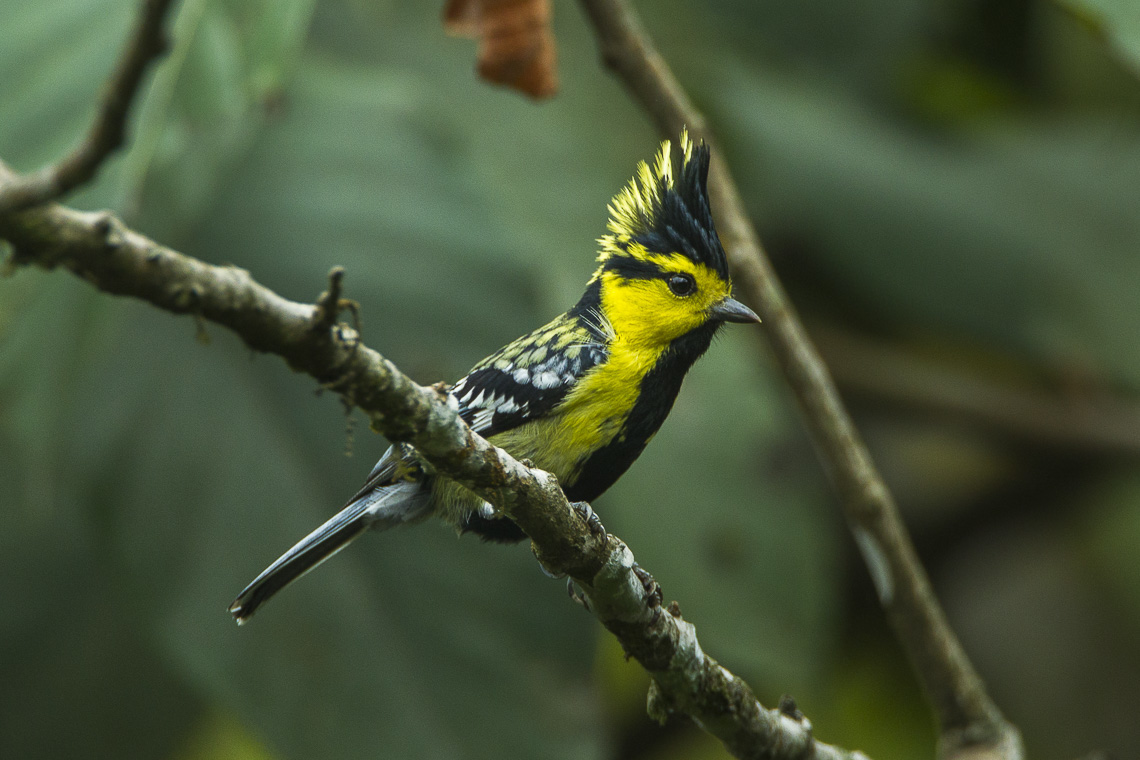
Vào mùa đông, bạc má mào (Machlolophus spilonotus) có thể di chuyển lang thang cùng với trèo cây trong đàn kiếm ăn hỗn hợp

Trèo cây bụng hung được khảo sát là thường sống một mình hoặc theo cặp, hoặc tạo thành các đàn kiếm ăn hỗn hợp ngoài mùa sinh sản. Do đó, vào mùa đông, chúng có thể được quan sát thấy cùng với các loài bạc má (Paridae) như bạc má mào (Maclolophus spilonotus), hoặc bạc má đuôi dài (Aegithalidae), gõ kiến, lách tách (Alcippe) và khướu lùn đuôi đỏ.

### Tiếng hót
Tiếng kêu của trèo cây bụng hung rất đa dạng, với âm thanh sit hoặc sit-sit, lặp lại nhanh với nhiều biến tố khác nhau và theo chuỗi không đều. Tiếng tchip hoặc tchit cũng tương tự, nhưng khô hơn đôi khi được phát ra, thường ở dạng rung, gợi nhớ đến tiếng kêu báo động của tiêu liêu mùa đông (Troglodytes hiemalis). Tiếng kêu báo động của trèo cây bụng hung  được mô tả trong tài liệu tiếng Anh dưới dạng âm thanh mũi gồm quir, kner hoặc mew, cũng như một tiếng tsit kim loại, nhấn mạnh, đôi khi được lặp hai lần hoặc lặp lại theo chuỗi nhanh. Giai điệu là tiếng lục lạc răng cưa hoặc tremolo rập khuôn, đơn điệu theo kiểu chichichichichi ... hoặc trr-rrrrrrr-ri ..., kéo dài chưa đến một giây hoặc đôi khi chậm lại thành chi-chi-chi-chi-chi ... hoặc diu-diu-diu- diu-diu, gợi nhớ đến giai điệu của trèo cây Á Âu.

### Thức ăn
Trèo cây bụng hung thường tìm kiếm thức ăn trên mặt đất, trên đá, gốc cây già hoặc trên cây. Không có thông tin cụ thể về khẩu phần ăn, nhưng có thể loài này ăn động vật chân khớp nhỏ và hạt.

### Sinh sản
Mặc dù mùa sinh sản thay đổi theo vùng, nhìn chung nó diễn ra từ tháng 3 đến tháng 5 ở Thái Lan, tháng 3 đến tháng 6 ở Ấn Độ, tháng 4 đến đầu tháng 6 ở miền đông Myanmar và tháng 4 đến tháng 5 ở Phúc Kiến. Ở Nat Ma Taung, chim con sớm nhất được quan sát thấy là vào ngày 31 tháng 3. Theo quan sát được thực hiện ở Thái Lan và Việt Nam, việc xây tổ bắt đầu vào tháng 1. Cái tổ nằm ở độ cao khoảng 10 m (390 in), trong hốc cây hoặc gốc cây.
Trèo cây bụng hung, giống như trèo cây Á Âu và các loài khác trong họ, có thể lót bùn ở lối vào của tổ để thu nhỏ lỗ và từ đó tránh khả năng chim con bị ăn thịt. Đáy tổ được lót bằng những mảnh vỏ cây và rêu, trên cùng có lông. Chim đẻ từ hai đến năm quả trứng. Mỗi quả có kích thước trung bình 18,6 mm × 13,8 mm (0,73 in × 0,54 in) ở S. n. nagaensis và 18,3 mm × 14 mm (0,72 in × 0,55 in) ở S. n. montium. Trứng có màu trắng với các chấm đỏ trên nền đốm đỏ tím và tập trung chủ yếu ở đầu lớn hơn của quả trứng.

## Phân bố và môi trường sống
Trèo cây bụng hung sống Tây Tạng đến Duyên hải Nam Trung Bộ Việt Nam. Ở Ấn Độ, loài này chỉ được tìm thấy ở các bang viễn đông Arunachal Pradesh, Nagaland, Manipur, Assam và Meghalaya. Ở Myanmar, loài chim này phần lớn sống ở nửa phía đông của đất nước, từ bang Kachin đến ít nhất là bang Shan và tràn sang phía tây Thái Lan. Ngoài ra chúng cũng có mặt trên dãy đồi Chin ở tây Myanmar. Loài này làm tổ ở Tây Tạng và trung nam Trung Quốc, từ tây Tứ Xuyên đến Vân Nam và một vùng nhỏ ở tây nam Quý Châu. Một quần thể biệt lập cũng sinh sống trên núi Hoàng Cương ở phía tây bắc Phúc Kiến. Ngoài ra còn có hai quần thể biệt lập khác ở phần cực nam trong phạm vi phân bố của loài, gồm một quần thể trên Cao nguyên Lâm Viên ở miền nam Việt Nam, và một quần thể được báo cáo có ở Cao nguyên Bolaven của Lào.
Trèo cây bụng hung thường sinh sống ở các khu rừng thường xanh ở vùng cao, hoặc các khu rừng và mảng thông mọc trên các rặng khô giữa rừng thường xanh. Xét theo từng vùng, chúng cũng xuất hiện ở rừng rụng lá ở đông bắc Ấn Độ, trong các rừng sồi Quercus subsericea và rừng khi mộc ở đông bắc Myanmar, rừng vân sam (Picea sp.), rừng lãnh sam (Abies sp.) hoặc đỗ quyên ở Vân Nam, hoặc rừng dương (Populus sp.) và óc chó (Juglans sp.) ở Tứ Xuyên. Sự phân bố theo độ cao dao động từ 1.400–2.600 m (4.600–8.500 ft) ở Ấn Độ, Thái Lan và Myanmar, đôi khi có thể lên tới 3.200 m (10.500 ft) ở Myanmar. Chim cũng xuất hiện ở độ cao 1.050–3.500 m (3.440–11.480 ft) ở Tây Tạng và Tứ Xuyên và cao đến 4.570 m (15.000 ft) ở Vân Nam. Quần thể ở miền Nam Việt Nam sống ở độ cao khoảng 915–2.285 m (3.002–7.497 ft).

## Tình trạng và đe dọa
Số lượng cá thể trèo cây bụng hung đang suy giảm do phá hủy và phân mảnh sinh cảnh, nhưng phạm vi của loài rất lớn và được ước tính là 3,8 triệu km2 (1,5 triệu dặm vuông), và loài này nói chung là phổ biến trong phạm vi của chúng. Vì những lý do này, Liên minh Bảo tồn Thiên nhiên Quốc tế (IUCN) phân loại  trèo cây bụng hung là loài ít quan tâm. Một nghiên cứu được thực hiện năm 2009 đã cố gắng dự đoán tác động của biến đổi khí hậu đối với sự phân bố của một số loài trèo cây bằng cách mô hình hóa hai kịch bản. Người ta dự đoán rằng phạm vi của trèo cây bụng hung có thể bị thu hẹp khoảng 15,9–17,4% trong khoảng thời gian từ những năm 2040 đến năm 2069.